# Famille de Gondi
La famille de Gondi est une famille de notables et de nobles, d'origine italienne venue de Florence. Elle a donné à la république de Florence des grands prieurs et des membres du Grand Conseil de la république de Florence, des ambassadeurs à Rome et en Espagne, et des banquiers. Les Gondi eurent de nombreuses alliances et descendances dans les familles italiennes influentes de la Renaissance, notamment les Médicis et les Salviati.
Deux branches importantes de la famille sont devenues françaises, et leurs membres sont entrés dans la noblesse française, donnant à la France les barons de Codun, les ducs de Retz, les marquis de Belle-Île-en-Mer, les comtes de Joigny, ainsi que des évêques et archevêques de Paris, des cardinaux et des maréchaux de France. Les plus célèbres membres de la famille de Gondi sont en fait issus de l'une de ces deux branches françaises : la branche de Retz.
La famille de Gondi est aujourd'hui éteinte depuis près de trois siècles : sa dernière représentante, Marie-Catherine Antoinette de Gondi, religieuse, est décédée en 1716.

## Origines et ascension sociale
Les origines de la famille de Gondi remontent aux XIIe – XIIIe siècles à Florence. Les Gondi sont alors des banquiers et des partenaires financiers des Médicis. Contrairement aux Médicis, qui étaient à l'origine probablement de modestes marchands de charbons, les Gondi font partie d’une vieille famille florentine, faisant traditionnellement remonter leur lignée jusqu'en 805, c'est-à-dire jusqu'à un légendaire Philippi, qui aurait été anobli par Charlemagne.[réf. nécessaire]
En réalité, c'est avec Orlando Bellicozzo, membre du Grand Conseil de Florence en 1197, que la famille fait son apparition dans l'Histoire. C'est du prénom de son arrière-petit-fils, Gondo di Ricovéro Bellicozzo, siégeant également au Grand Conseil de Florence en 1251, que le patronyme de la famille émerge. Gondo Bellicozzo est signataire d'un traité entre Florence et Gênes en 1251. C'est à partir son fils, Gozzo di Gondo Bellicozzo, dit Gozzo Gondi, que la famille se fait appeler Gondi.

## Notables italiens
Au XIVe siècle, plusieurs membres de la famille siègent encore au Grand Conseil de Florence. En 1351, Simóne di Gieri Gondi (vers 1330–20 juin 1403) prête à la république de Florence 8 000 florins d'or. En 1358, il est exclu du Grand Conseil à cause de ses sympathies avec les Gibelins. Il reçoit des terres en Toscane, où une église et une chapelle portent ses armoiries. À sa mort, il est l'un des plus riches citoyens de Florence.
L'un de ses petits-fils, Simóne di Salvèstro Gondi (1403-1453), devient grand prieur de la république de Florence, le premier de la famille. Sa fille Èlena Maddaléna Gondi (21 décembre 1437–juin 1503) épouse en 1455 Giovanni Salviati (1419-1472), et deviendra, par son fils Jacopo Salviati (24 septembre 1461-16 septembre 1533) et sa petite-fille Maria Salviati (23 juillet 1499-22 décembre 1543), l'arrière-grand-mère de Côme Ier de Médicis (11 juin 1519-21 avril 1574), grand-duc de Toscane, d'où descendront toutes les têtes couronnées catholiques de l'Europe pré-napoléonienne, via la petite-fille de Côme Ier de Médicis, Marie de Médicis.
Un arrière-petit-fils de Simóne di Gieri Gondi, Giuliano di Leonardo Gondi (4 juin 1421–mai 1501), est grand prieur de Florence, et ambassadeur au comté d'Urbia. Il a commandé à Giuliano da Sangallo le Palazzo Gondi qui se dresse Piazza San Firenze, et la chapelle Gondi de la basilique Santa Maria Novella.
Le frère de Giuliano, Antònio di Leonardo Gondi (mai 1443 à Florence-avant 1486), est marchand, magistrat de Florence. Le plus jeune de ses fils, Antònio Guidobaldo Gondi (2 juin 1486 à Florence–1569 à Paris), est envoyé en France, à Lyon, pour s'occuper des affaires commerciales de la famille. Il s'y mariera avec Marie-Catherine Pierrevive, sera banquier et propriétaire à Lyon. La descendance de Guidobaldo Gondi deviendra alors française.

## Branche française de Retz
Ce même Antònio Guidobaldo Gondi, dit aussi Antònio Guidobaldi, nom francisé en « Antoine Gondi », épouse Marie-Catherine de Pierrevive, dame du Perron, de Brie et d'Armentières. Antoine Gondi devient banquier, propriétaire, prend part à la vie politique, se met au service à la fois de l'Église et du roi en tant qu'agent financier. Après 1533, lorsque Catherine de Médicis se rend à Lyon peu après son récent mariage avec Henri de Valois, elle prend Marie-Catherine de Pierrevive à son service en tant que dame d'honneur et fera d'elle plus tard la gouvernante de ses enfants. Antoine de Gondi devient maître d'hôtel pour le dauphin de France Henri de Valois, futur Henri II. Lorsqu'il meurt en 1569 à Paris, c'est aussi en noble français : seigneur du Perron, pour lequel il n'a pourtant jamais obtenu la seigneurie, et de Toissey. Ses 10 enfants restent tous en France. L'un de ses fils, Albert de Gondi, deviendra duc de Retz, titre ou surnom que vont prendre ses frères et plusieurs membres de sa famille.
La branche de Retz a donné à l'Église de Paris quatre évêques (Pierre, Henri, Jean-François et Paul), et à la France quatre ducs de Retz (Albert, Henri, Pierre et Paule-Françoise), ainsi que des comtes de Joigny, des marquis de Belle-Île, des maréchaux de France et des pairs de France.
Albert de Gondi (4 novembre 1522 à Florence – 21 avril 1602 à Paris), fils de Guidobaldo Gondi, épouse en 1565 la salonnière Claude Catherine de Clermont, baronne douairière de Retz, devenant ainsi le chef de la nouvelle branche française : celle des ducs de Retz. Pour lui, le Pays de Retz, que son épouse avait hérité en douaire de son précédent mari le baron de Retz Jean III d'Annebault, est érigé en duché-pairie en 1581. Les Gondi de Retz redonneront son prestige au duché de Retz, terni depuis un siècle et demi par les horreurs de l'un de ses précédents barons, Gilles de Retz. Albert de Gondi est aussi le premier marquis de Belle-Île. Il est également seigneur de Noisy-le-Roi et du Perron, marquis des Îles d'Hyères, seigneur de Machecoul, de Villepreux et de Versailles, gouverneur de Nantes, de Metz et de Provence, Général des galères de France, pair de France et maréchal de France : il est d'ailleurs connu sous l'appellation de « maréchal de Retz ».
Pierre de Gondi (1533 à Lyon – 17 février 1616 à Paris), fils de Guidobaldo Gondi et frère cadet d'Albert de Gondi, est évêque-duc de Langres, évêque de Paris et cardinal de Retz. Il est aussi pair de France, ambassadeur à Rome et commandeur de l'ordre du Saint-Esprit.
Charles de Gondi (1569-22 mai 1596 au Mont-Saint-Michel), fils aîné d'Albert de Gondi, est marquis de Belle-Île, gentilhomme de la Chambre, Général des galères de France et gouverneur de Fougères. Il est tué à 27 ans au Mont-Saint-Michel lors des Guerres de religion.
Henri de Gondi (1572 à Paris – 13 août 1622 à Béziers), fils d'Albert de Gondi et frère cadet de Charles de Gondi, est seigneur de Marly et du Lieutel à Galluis, évêque de Paris et cardinal de Retz.
Philippe-Emmanuel de Gondi (1581 à Lyon – 29 juin 1662 à Joigny), fils d'Albert de Gondi et frère cadet de Charles de Gondi et d'Henri de Gondi, est comte de Joigny et de Joinville, marquis de Belle-Île et des Îles d'Or, baron de Montmirail, de Dampierre et de Villepreux, seigneur de Folleville, lieutenant général pour le roi ès Mers du Levant, maréchal de France, Chevalier des Ordres du roi et Général des galères royales de France sous Louis XIII. Il combat les Barbaresques et les Rochelois. Il devient ensuite prêtre à l'Oratoire.
Jean-François de Gondi (1584 à Paris - 21 mars 1654 à Paris), fils d'Albert de Gondi et frère benjamin de Charles de Gondi, Henri de Gondi et Philippe-Emmanuel de Gondi, est le premier archevêque de Paris. Il est également seigneur de Marly-le-Chastel, de Noisy-le-Roi, de Bailly et de Versailles, et commandeur des Ordres du Roi.
Henri de Gondi (1590 à Machecoul – 12 août 1659 à Chéméré), fils de Charles de Gondi cité plus haut, est duc de Retz, seigneur de Machecoul, duc de Beaupréau, marquis de Belle-Île et des Îles d'Hyères, comte de Chemillé, baron du Plessis-le-Chastel, de Marly-le-Chastel et de Beaumanoir, seigneur haut-justicier de Noisy-le-Roi et de Bailly, seigneur de La Grange-l'Essart et de Versailles, Chevalier des Ordres du roi et pair de France. Il marie sa fille aînée Catherine, héritière du duché de Retz, à son cousin germain Pierre de Gondi, qui suit, pour que le duché ne sorte pas de la famille de Gondi.
Pierre de Gondi (1602 à Paris – 29 avril 1676 à Machecoul), fils de Philippe-Emmanuel de Gondi cité plus haut, est comte de Joigny, duc de Retz, seigneur de Machecoul, marquis de La Garnache, baron de Mortagne et de La Hardouinaye, marquis de Belle-Île, pair de France et Général des galères de France.
Jean-François Paul de Gondi (20 septembre 1613 à Montmirail – 24 août 1679 à Paris), fils de Philippe-Emmanuel de Gondi et frère cadet de Pierre de Gondi, et plus connu sous le nom de « Cardinal de Retz », est seigneur de Commercy, abbé de Buzay et de Quimperlé, chanoine de Notre-Dame de Paris, coadjuteur de Paris, archevêque de Corinthe, archevêque de Paris, cardinal de Retz, évêque de Langres, abbé de Saint-Denis, et abbé commendataire des abbayes Saint-Aubin d'Angers, La Chaume et Buzay. Le plus célèbre membre de la famille de Gondi s'attire les foudres de sa propre famille et de Louis XIV par ses frasques, ses conspirations, son insoumission et sa fuite.
Paule-Marguerite Françoise de Gondi (12 mars 1655 à Machecoul – 21 janvier 1716 à Paris), fille héritière de Pierre de Gondi, est la dernière duchesse de Retz de la famille. Elle est aussi dame de Machecoul, marquise de La Garnache, comtesse de Joigny, baronne de Mortagne et, par son mariage avec François Emmanuel de Blanchefort-Créquy (1655-1681), duchesse de Lesdiguières et comtesse de Sault. Avec elle, la branche de Retz s'éteint (son fils unique Jean-François Paul de Blanchefort-Créquy étant mort avant elle en 1703 à l'âge de 25 ans), et le duché de Retz passe aux mains de la maison de Neufville-Villeroy, apparentée aux Gondi par la fille cadette du duc Henri de Gondi, Marguerite-Françoise. Elle fit réaliser une monumentale Histoire généalogique de la Maison de Gondi, publiée à Paris en 1705, en deux volumes in quarto.

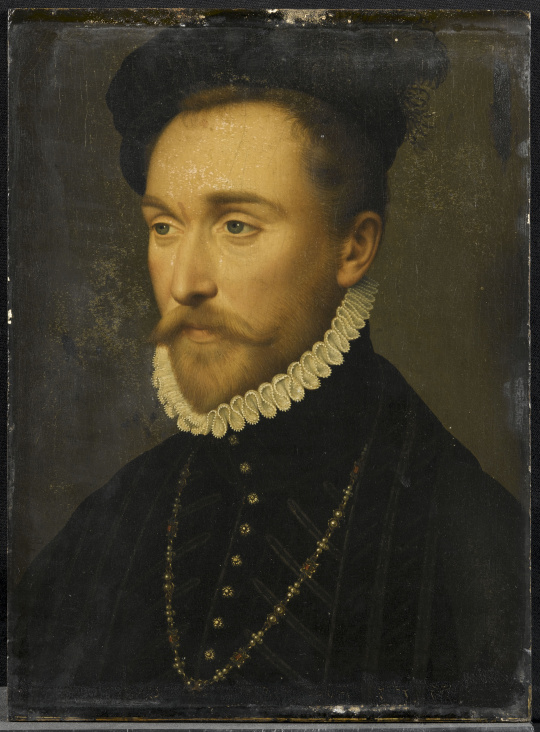
Albert de Gondi (1522-1602), duc de Retz.
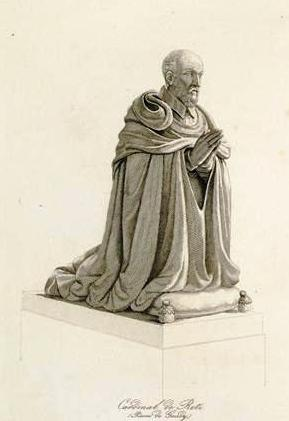
Pierre de Gondi (1533-1616), évêque de Paris, cardinal de Retz.
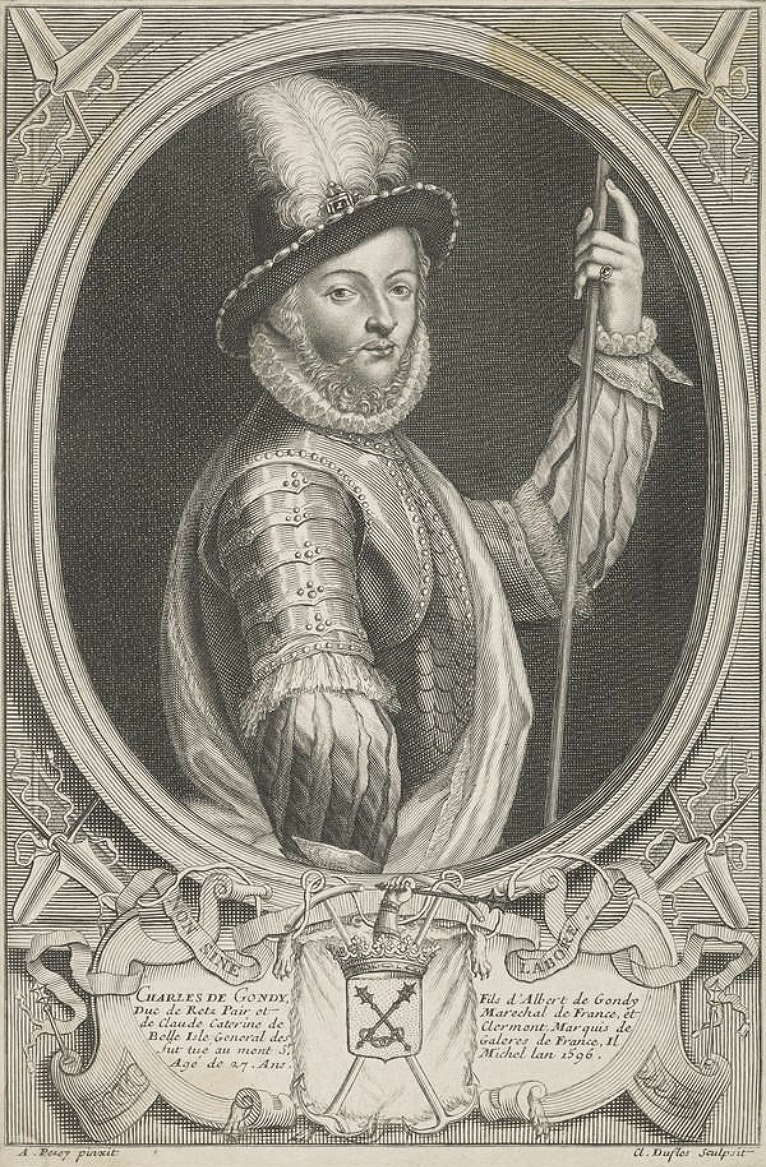
Charles de Gondi (1569-1596), marquis de Belle-Île, Général des galères de France.
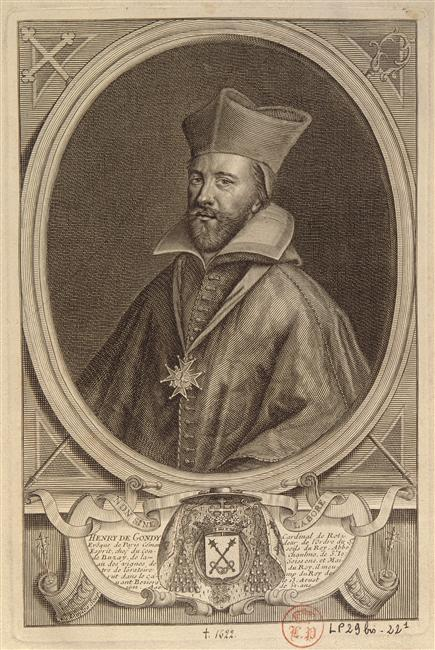
Henri de Gondi (1572-1622), évêque de Paris, cardinal de Retz.
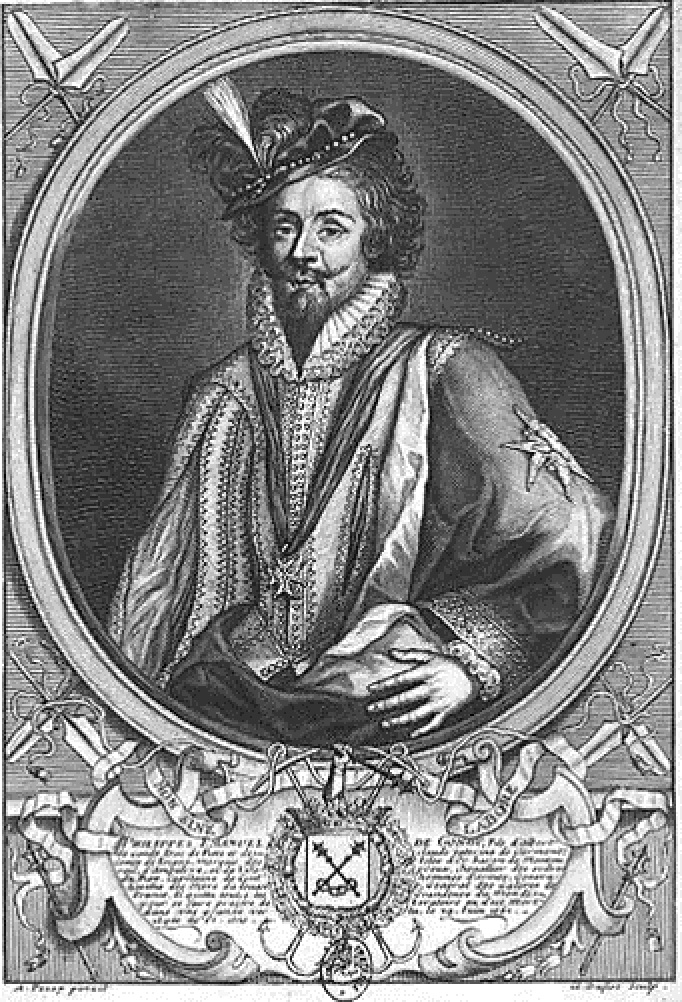
Philippe-Emmanuel de Gondi (1581-1662), comte de Joigny, marquis de Belle-Île.
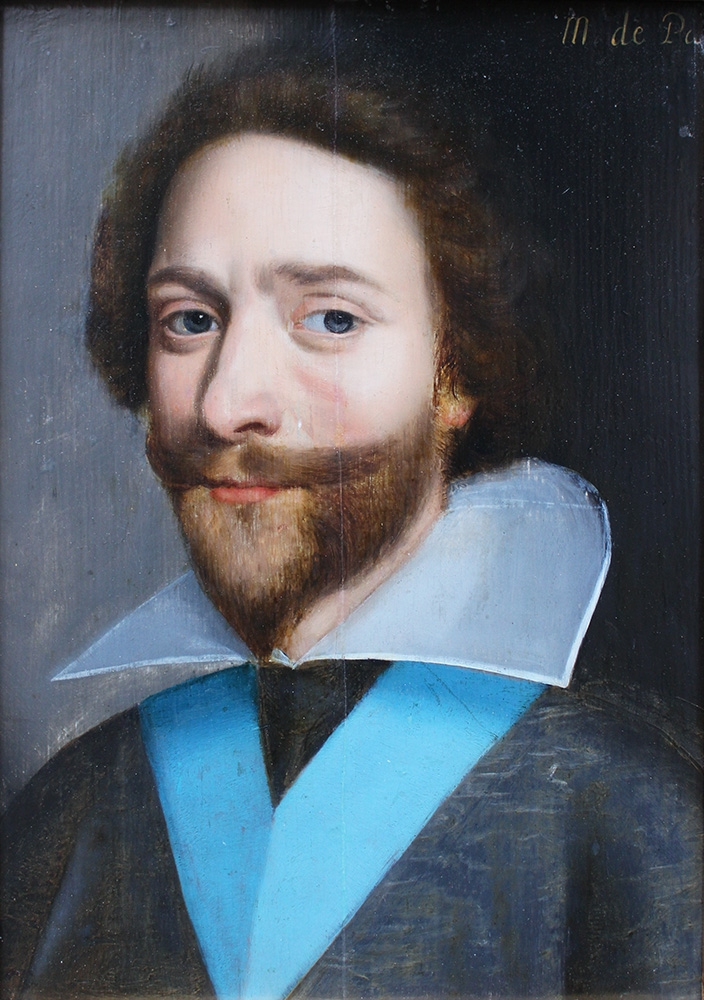
Jean-François de Gondi (1584-1654), premier archevêque de Paris.
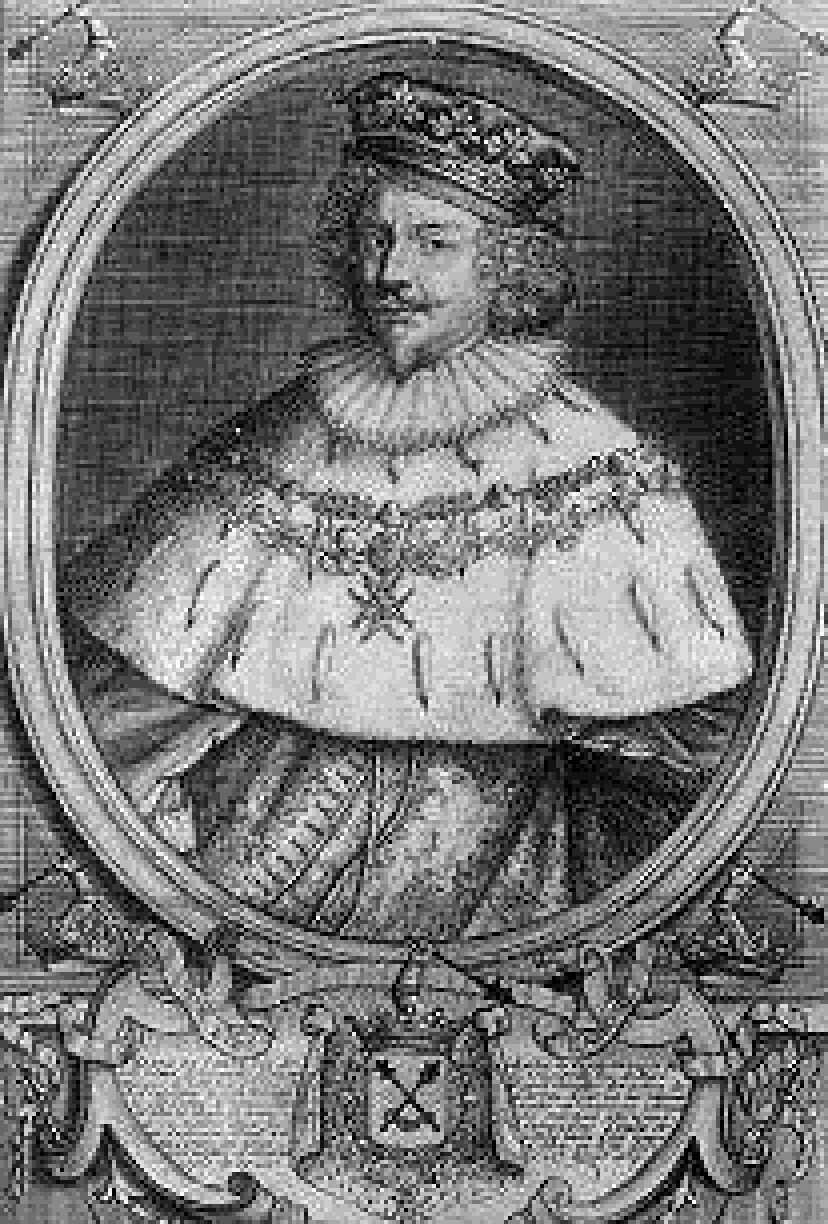
Henri de Gondi (1590-1659), duc de Retz.
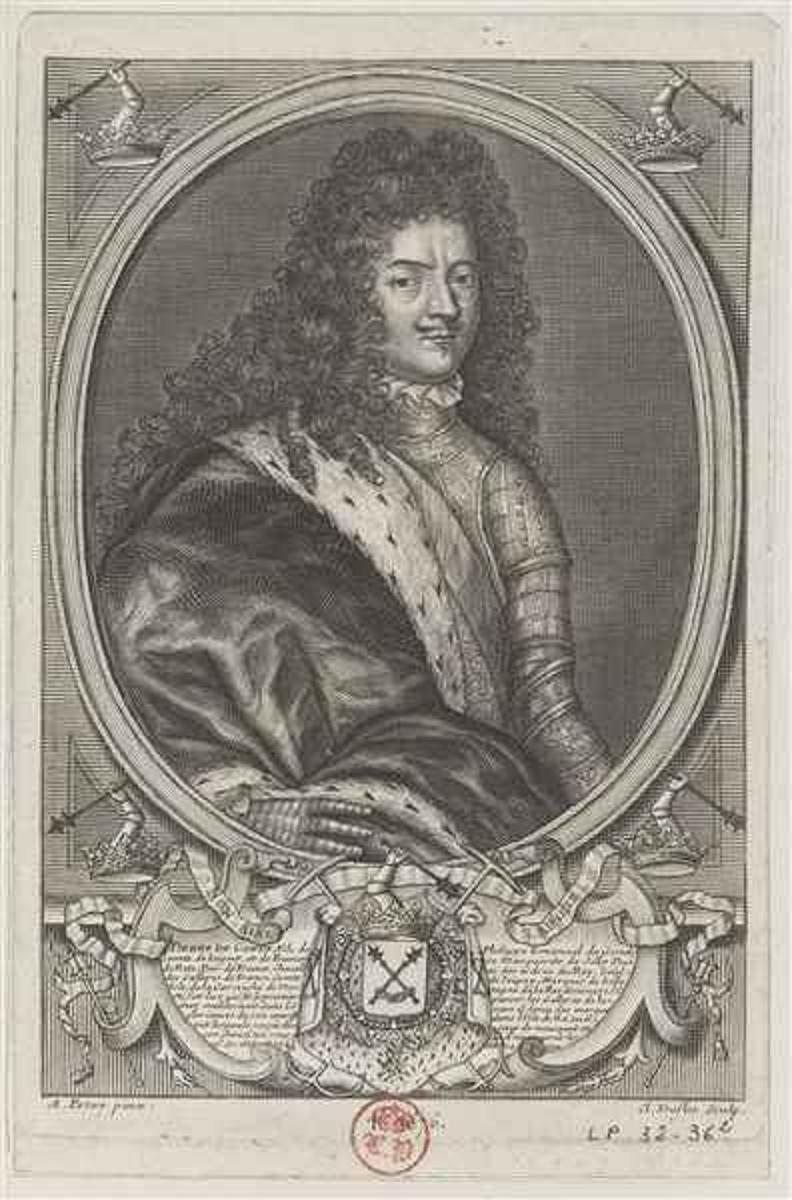
Pierre de Gondi (1602-1676), duc de Retz.
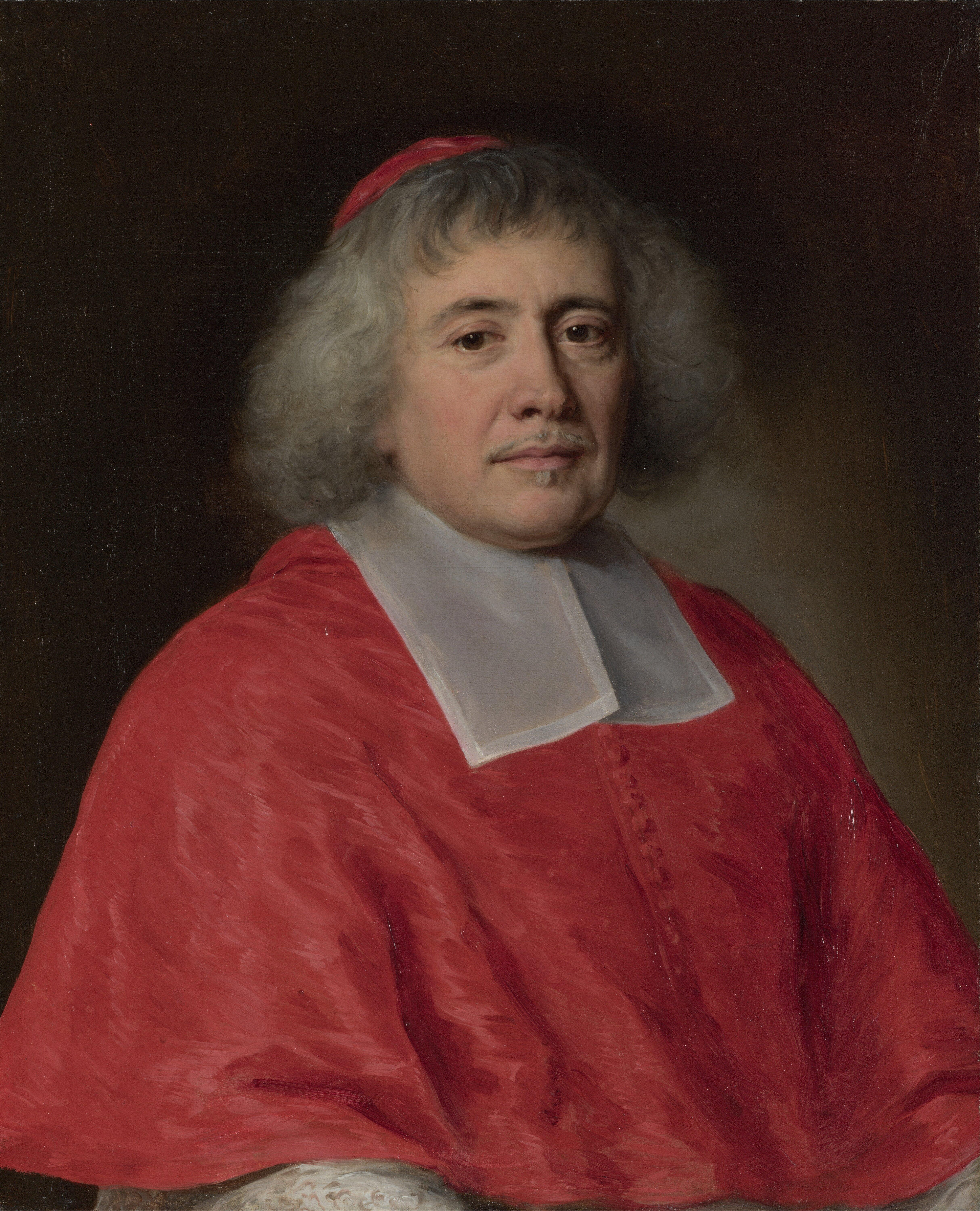
Jean-François Paul de Gondi (1613-1679), dit le « Cardinal de Retz », évêque de Langres, archevêque de Paris.
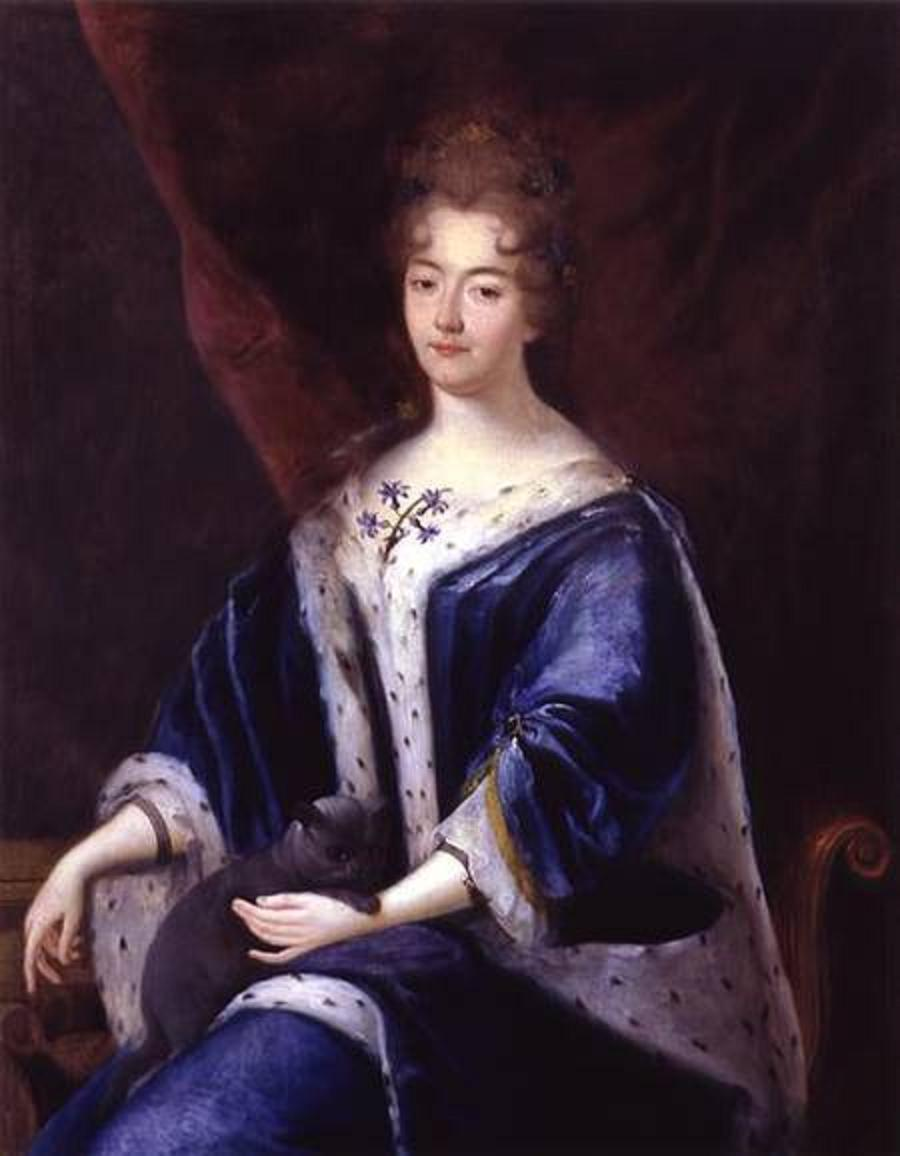
Paule-Marguerite Françoise de Gondi (1655-1716), duchesse de Retz, duchesse de Lesdiguières.

## Branche française de Codun
Une autre branche des Gondi s'installe en France quelques années après Guidobaldo Gondi. Elle est issue de son frère, Giròlamo Gondi (21/10/1472 à Florence – 20/01/1557 à Florence). L'un de ses fils, Francésco Marìa Gondi (04/05/1503 à Florence – ????), banquier, est ambassadeur de Toscane en Espagne. C'est à Valence que naît le fils de Francésco : Giròlamo Gondi.
Ce Giròlamo Gondi (1550 à Valence – 1604) s'installe en France (où son nom est francisé en Jérôme de Gondi), où il devient banquier à Lyon, et est fait chevalier d'honneur de Marie de Médicis, premier Introducteur des ambassadeurs (ancêtre du chef du protocole de la République) et baron de Codun. Il est également ambassadeur de Rome.
Son fils, Jean-Baptiste de Gondi (12 août 1576-1639), est baron de Codun, gentilhomme ordinaire de la chambre du roi, maître d'hôtel de la reine-mère Catherine de Médicis.
Le fils de Jean-Baptiste, Jérôme de Gondi (2 février 1605-9 avril 1686), est baron de Codun et capitaine de Chevau-légers. Son fils Pierre-Ferdinand de Gondi (10 décembre 1658-20 juillet 1699), est comte de Vic.

## Héraldique

### Armoiries de la famille de Gondi
| Blason | Blasonnement : D'or, à deux masses d'armes de sable, passées en sautoir et liées de gueules. |

### Armoiries personnelles de Philippe-Emmanuel de Gondi
| Blason | Blasonnement : Écartelé : 1 et 4 : d'or à deux masses d'armes de sable passées en sautoir et liées de gueules (qui est de Gondi) ; 2 et 3 : d'hermine, au chef de gueules, chargé de deux clés d'argent, passées en sautoir et surmontées d'une tiare papale d'or (qui est de Clermont-Tallart). Commentaires : Le comte de Joigny Philippe-Emmanuel de Gondi (1581-1662) a porté pour armes une brisure des armoiries paternelles de la maison de Gondi et des armoiries maternelles de la maison de Clermont-Tallart (sa mère était en effet Claude Catherine de Clermont (1543 à Paris – 18/02/1603 à Paris), duchesse douairière de Retz, dame de Machecoul, baronne de Dampierre, pair de France et salonnière). |

### Armoiries personnelles d'Henri de Gondi
| Blason | Blasonnement : Écartelé : 1 et 4 d'or à deux masses d'armes de sable passées en sautoir et liées de gueules (qui est de Gondi) ; 2 et 3, contre-écartelés au I et IV d'azur aux trois fleurs de lys d'or accompagné d'un lambel, un bâton péri en bande brochant sur la partition, le tout d'argent (qui est d'Orléans-Longueville), au II et III du contre-écartelé d'azur aux trois fleurs de lys d'or accompagné d'un bâton de gueules péri en bande (qui est de Bourbon). Commentaires : Le duc de Retz Henri de Gondi (1590-1659) a porté pour armes une brisure des armoiries paternelles de la maison de Gondi et des armoiries maternelles de la maison d'Orléans-Longueville (sa mère était en effet Antoinette d'Orléans-Longueville (1572 à Trie-Château – 24/04/1618 à Poitiers), dame de Château-Gontier). |

### Devise des Gondi
La devise des Gondi : Non sine labore.

## Postérité et patrimoine des Gondi

### Palazzo Gondi
Les Gondi possédaient une tour dans le quartier de la basilique Santa Marìa Novella de Florence. C'est là, dans le centre historique, dans la Via de' Gondi, Piazza San Firenze, que la construction du Palazzo Gondi débuta en 1490, édifié par Giuliano da Sangallo, demandé par Giuliano Gondi (04/06/1421 – mai 1501). Le bâtiment, palais seigneurial typique de la ville, n'est terminé qu'après la mort de Giuliano Gondi.

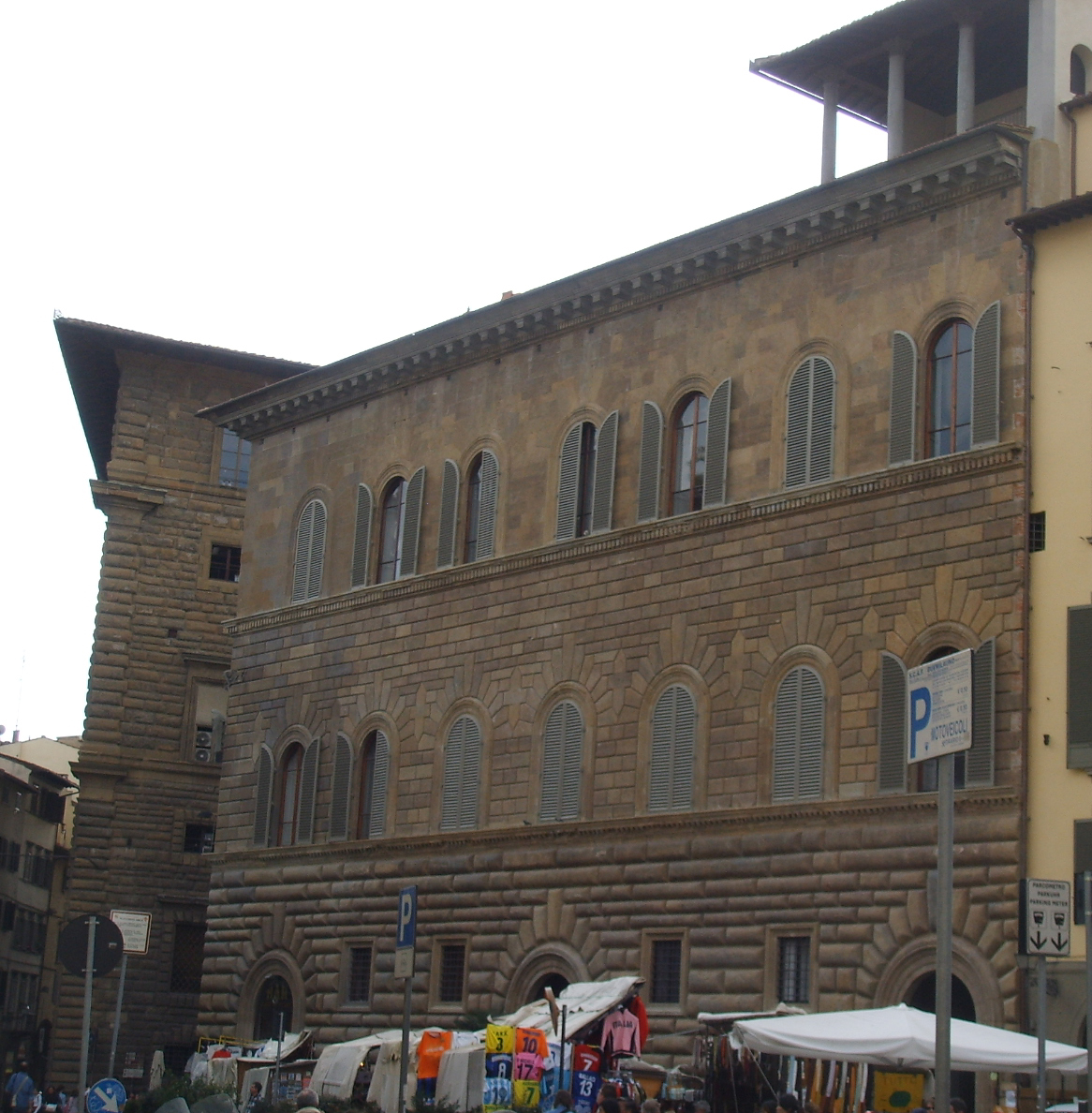
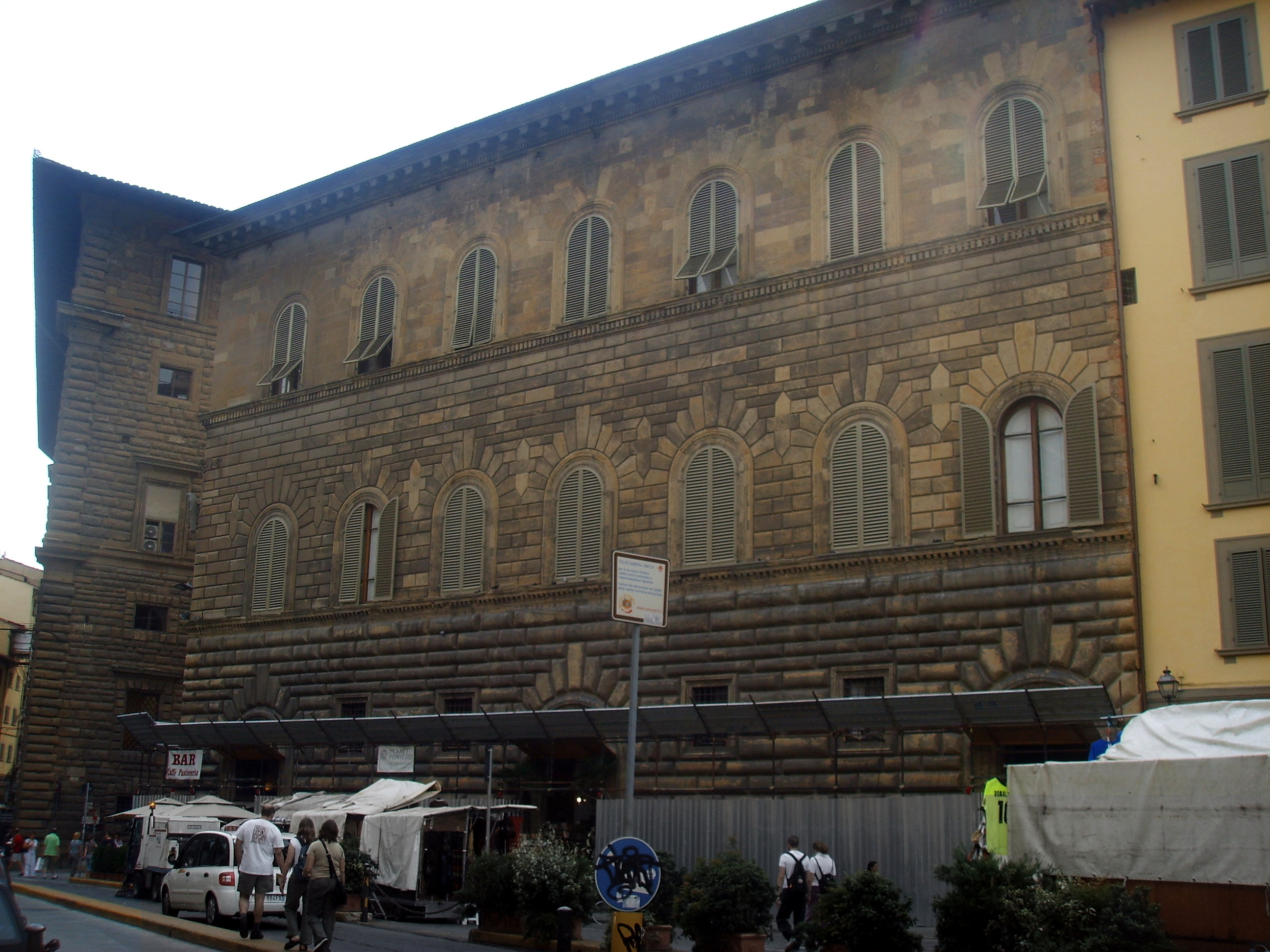
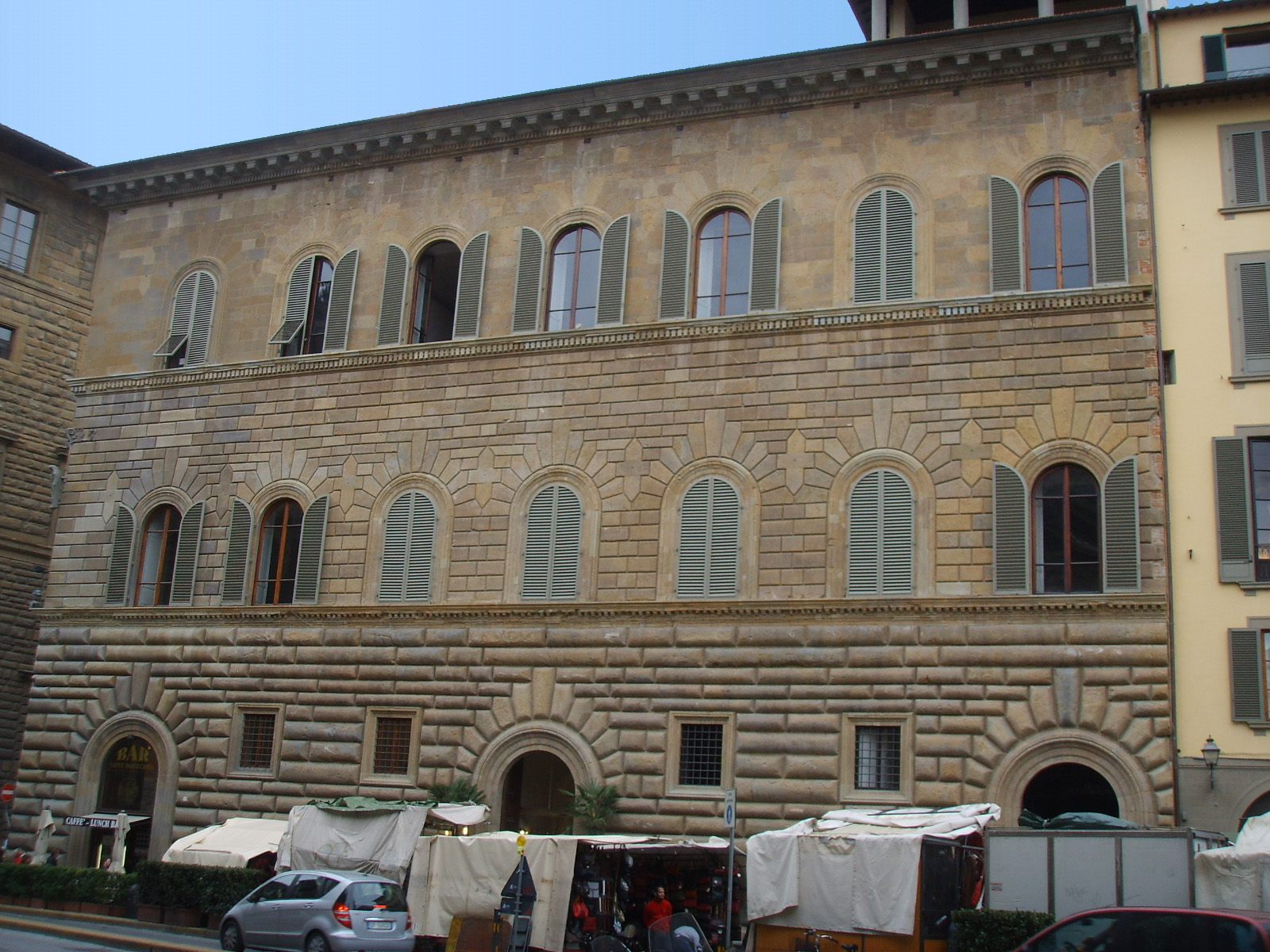
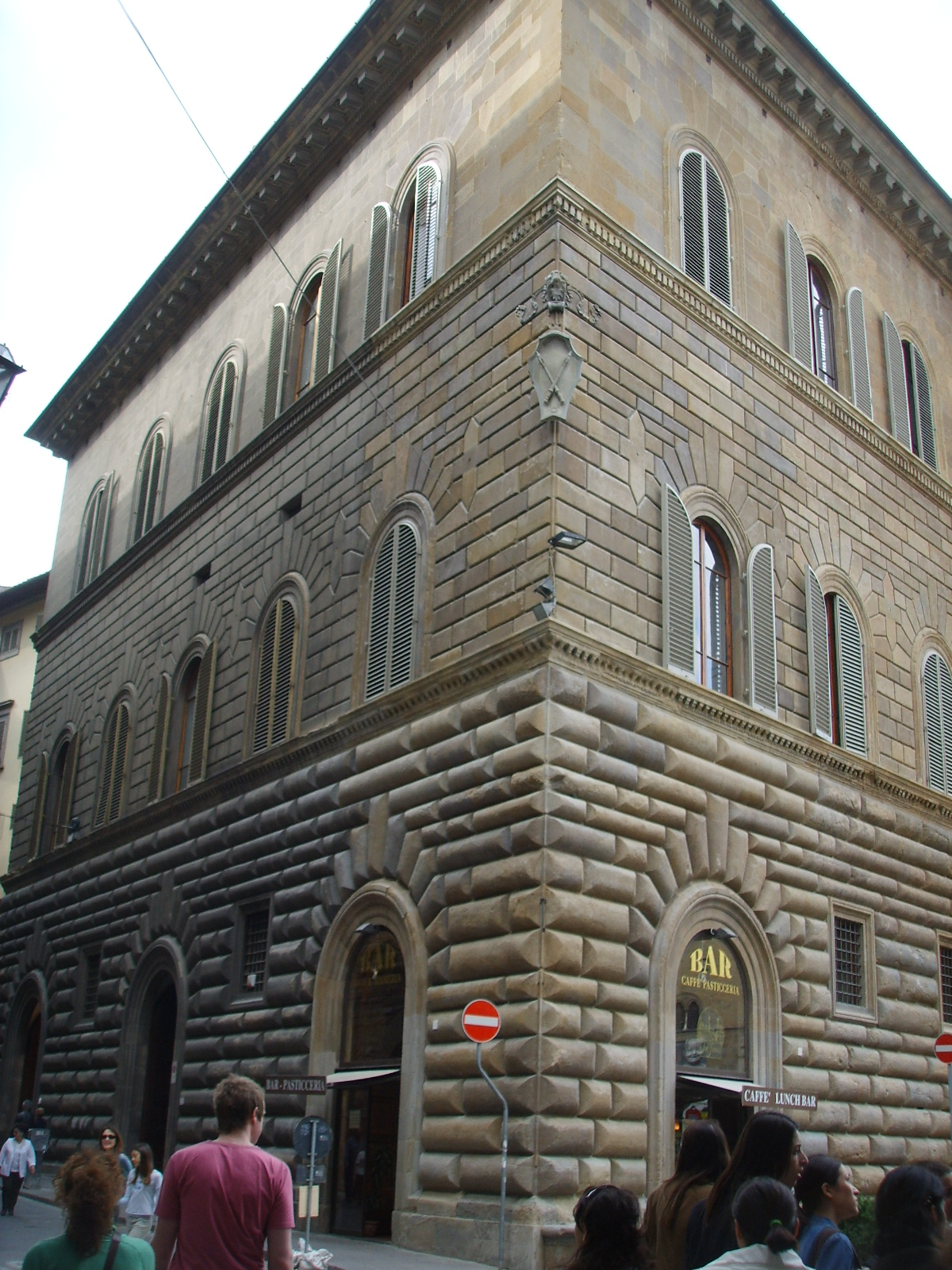
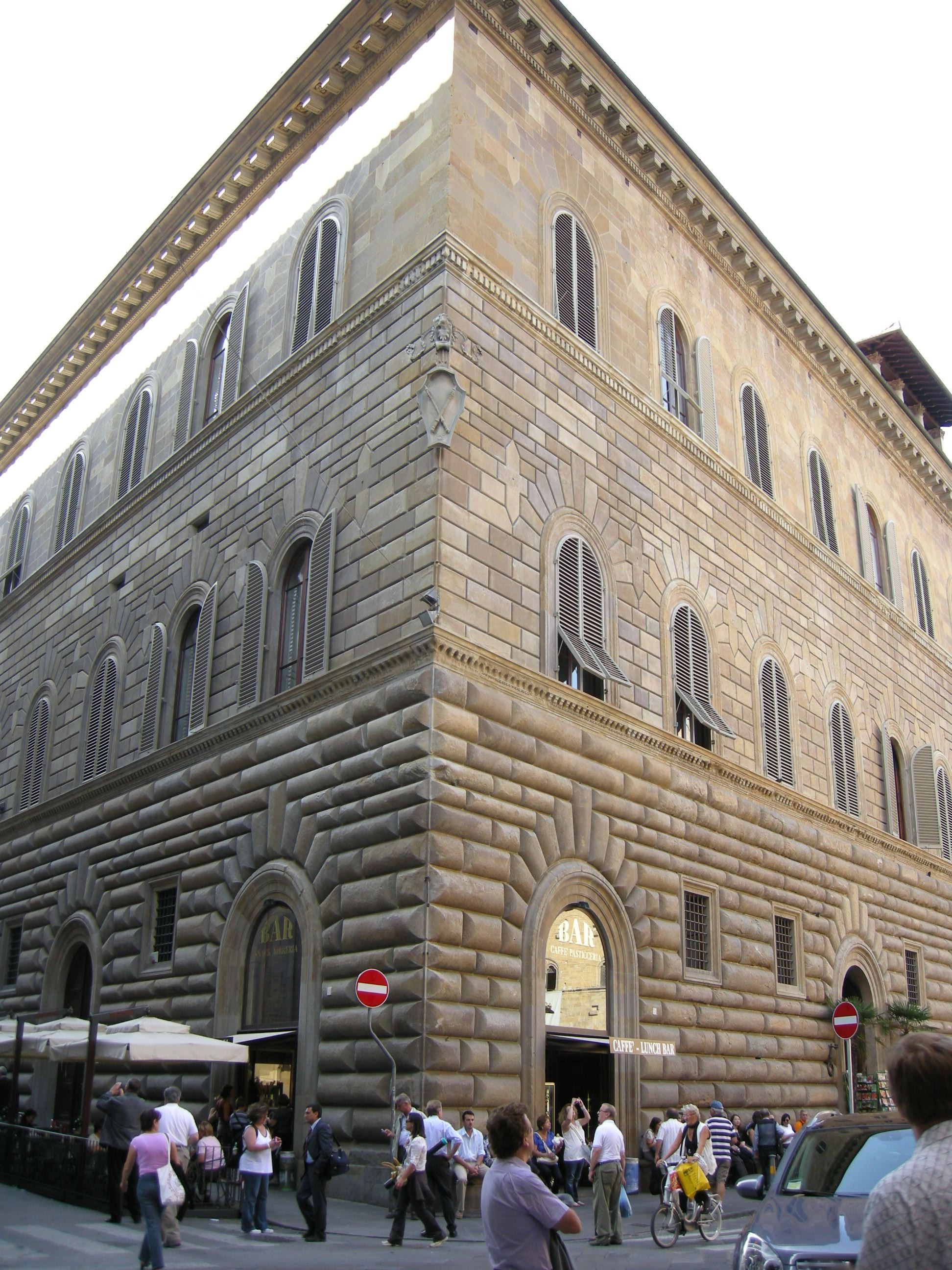
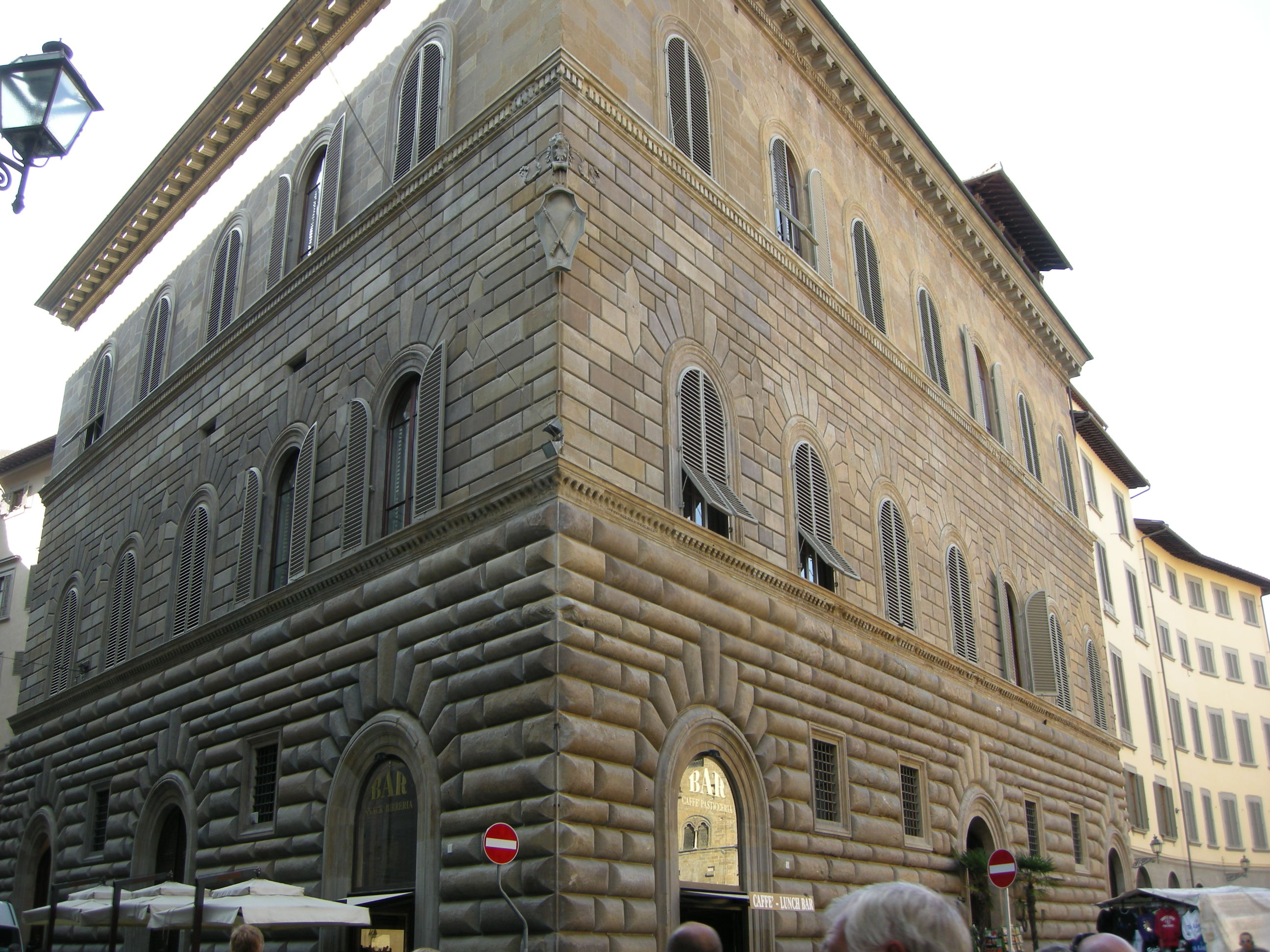
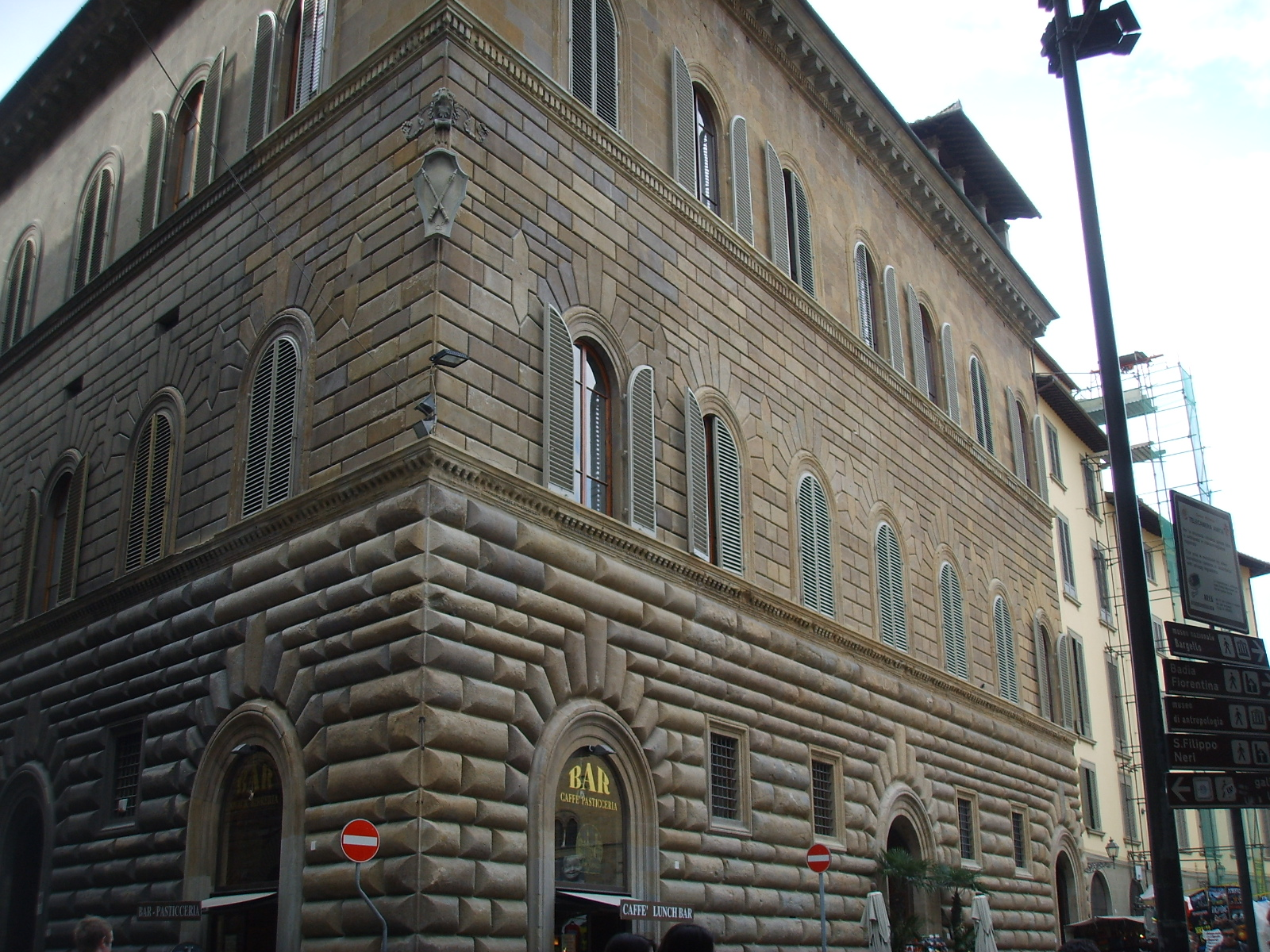
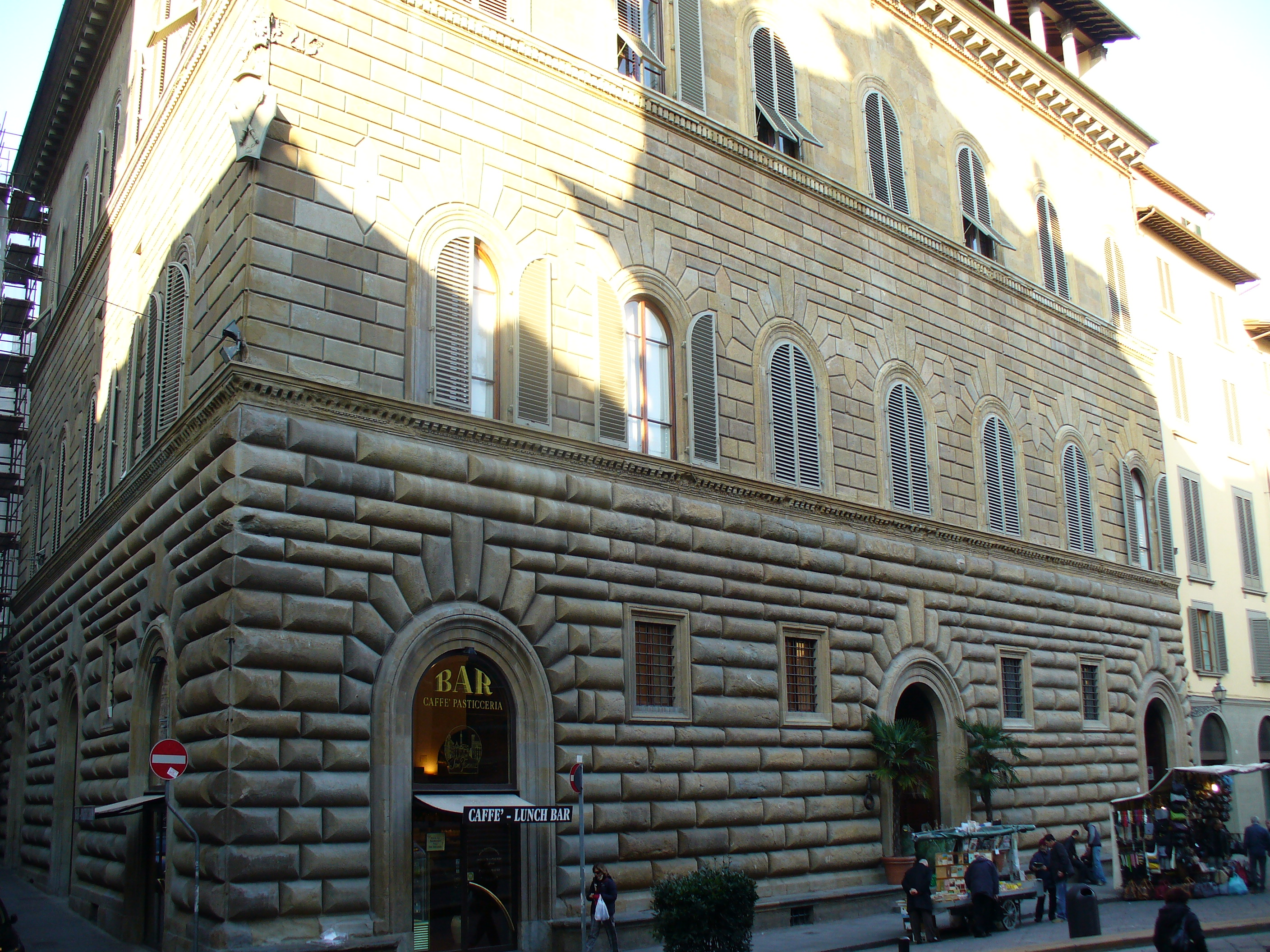
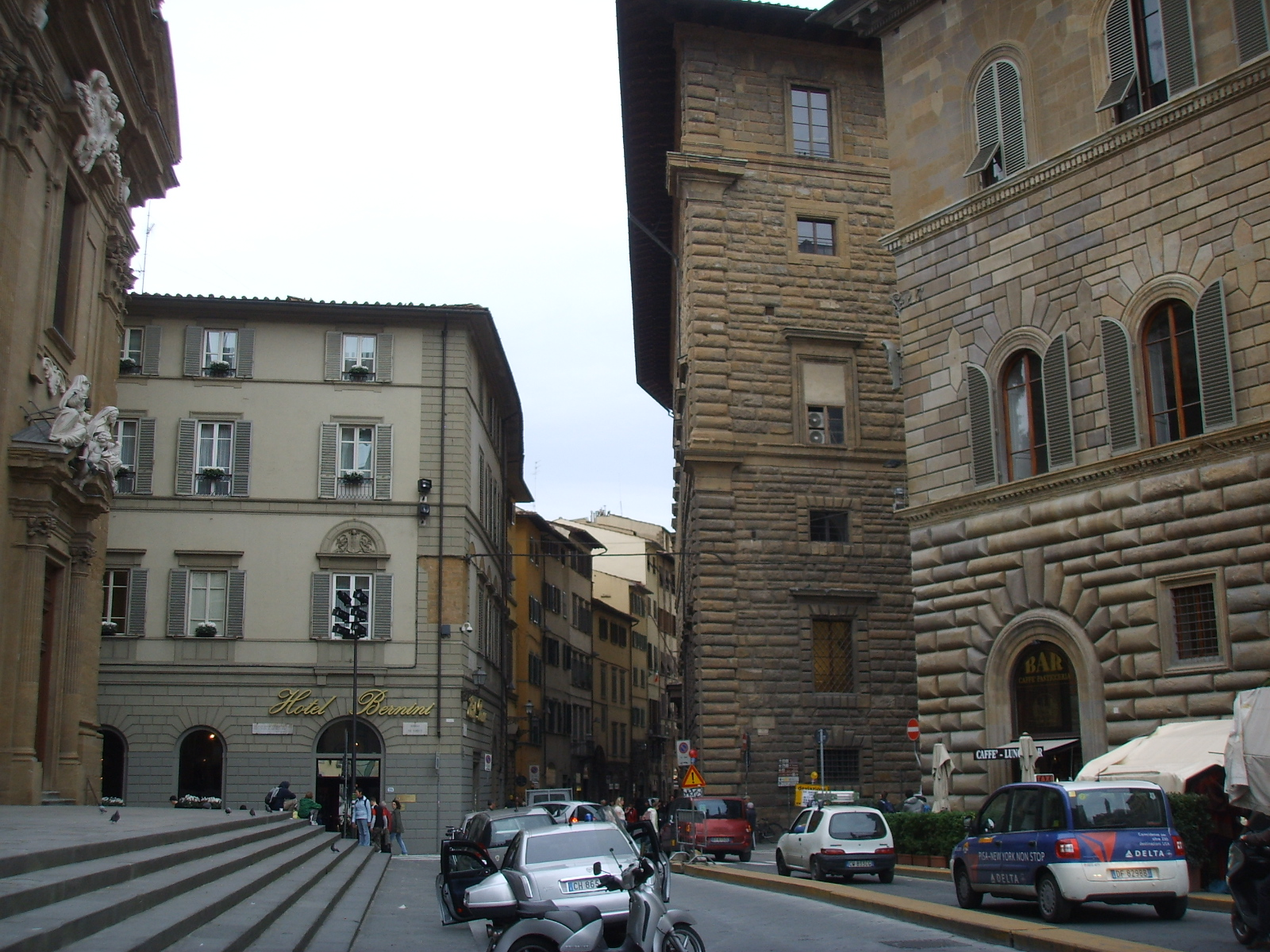

### Cappella Gondi
La Cappella Gondi, dans la basilique Santa Marìa Novella de Florence, est probablement plus visitée pour le Crucifix de Filippo Brunelleschi que pour le souvenir des Gondi. La Chapelle Gondi, située à gauche du maître-autel de l'église principale, est dédiée à Saint-Luc depuis que la première pierre de la nouvelle église Santa Marìa Novella fut posée le 18 octobre 1279, jour de la Saint-Luc. Les murs de la Chapelle Gondi étaient à l'origine entièrement recouvert de fresques, mais en 1503, lorsque les Gondi devinrent maître de la Chapelle Gondi, ils changèrent la décoration pour du marbre blanc, des miroirs et des colonnes en marbre noir. Dans l'arche près du mur du fond se trouve le Crucifix de Filippo Brunelleschi. Les armoiries de la maison de Gondi se trouvent sur la pièce de marbre du sol à gauche de l'autel, ainsi que sur une fenêtre du côté nord de la Chapelle Gondi.

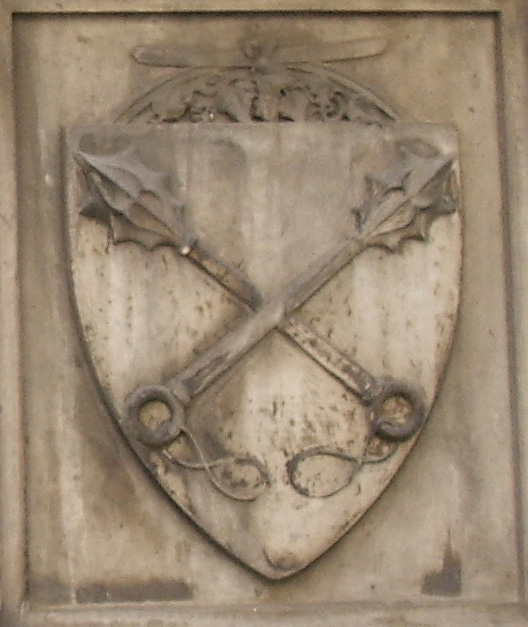
Armoiries de la maison de Gondi dans la Cappella Gondi.
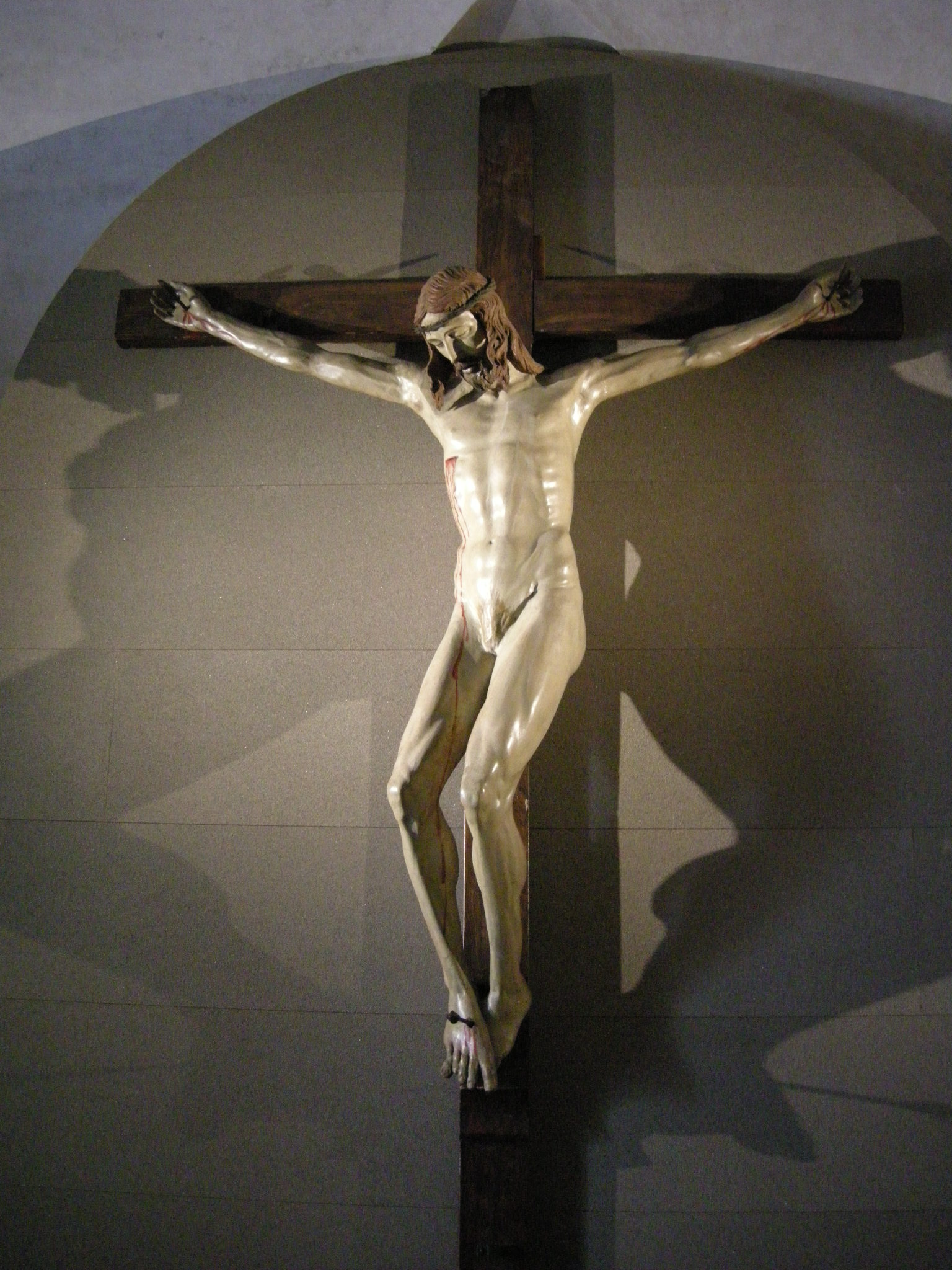
Le Crucifix de Filippo Brunelleschi, situé dans la Cappella Gondi.

### Château de Folleville
Le château des Gondi à Folleville (Somme, Picardie) a été édifié à la fin du XIVe siècle. Il a été richement meublé par la famille de Lannoy (ancêtres de Marguerite de Silly (1593-23 juin 1625 à Paris), dame de Folleville, épouse de Philippe-Emmanuel de Gondi). Au XVIIe siècle, le château passa aux mains des Gondi. C'est le château dans lequel Saint Vincent de Paul aurait séjourné avec Marguerite de Silly pour visiter son domaine.

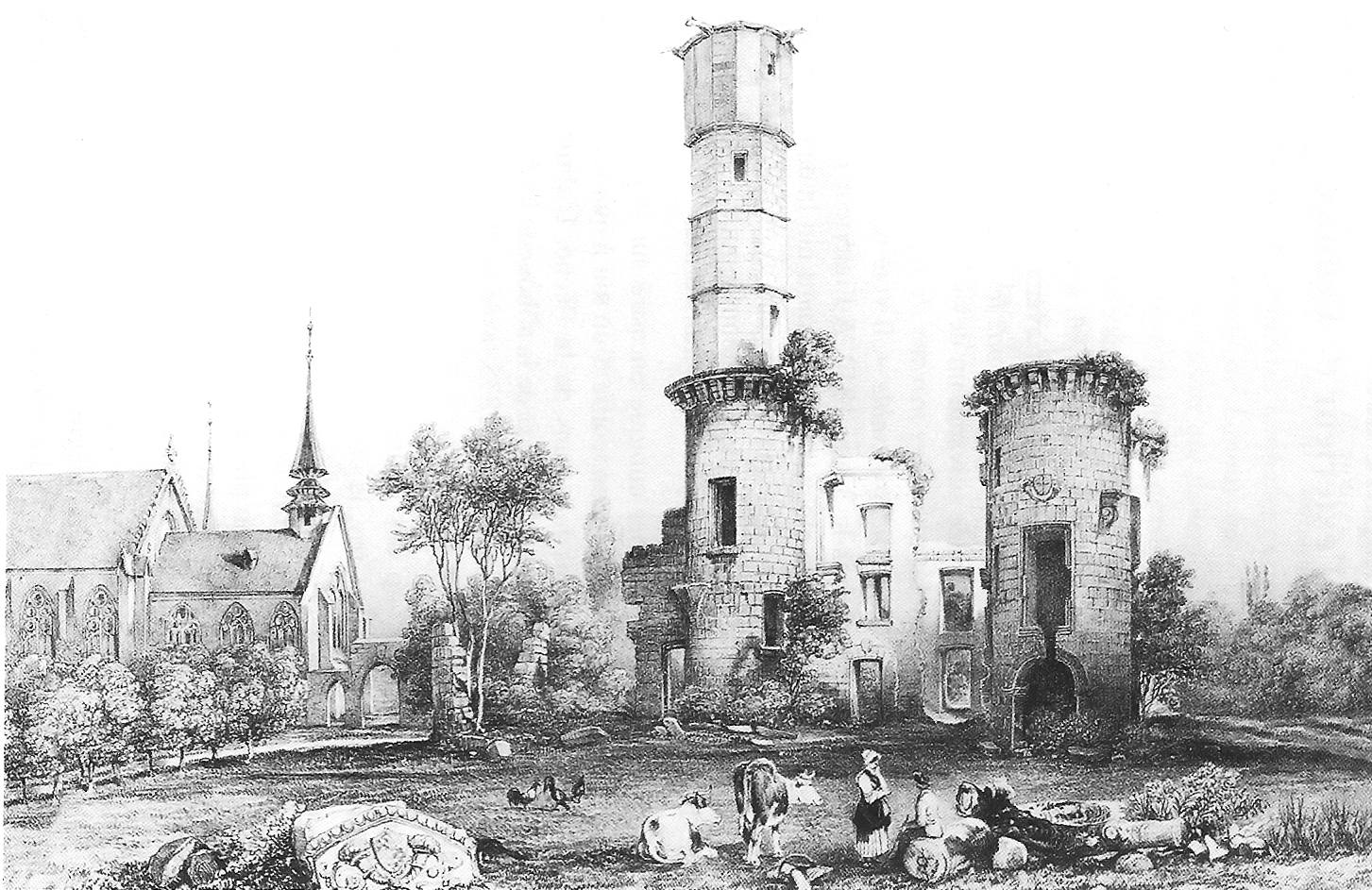
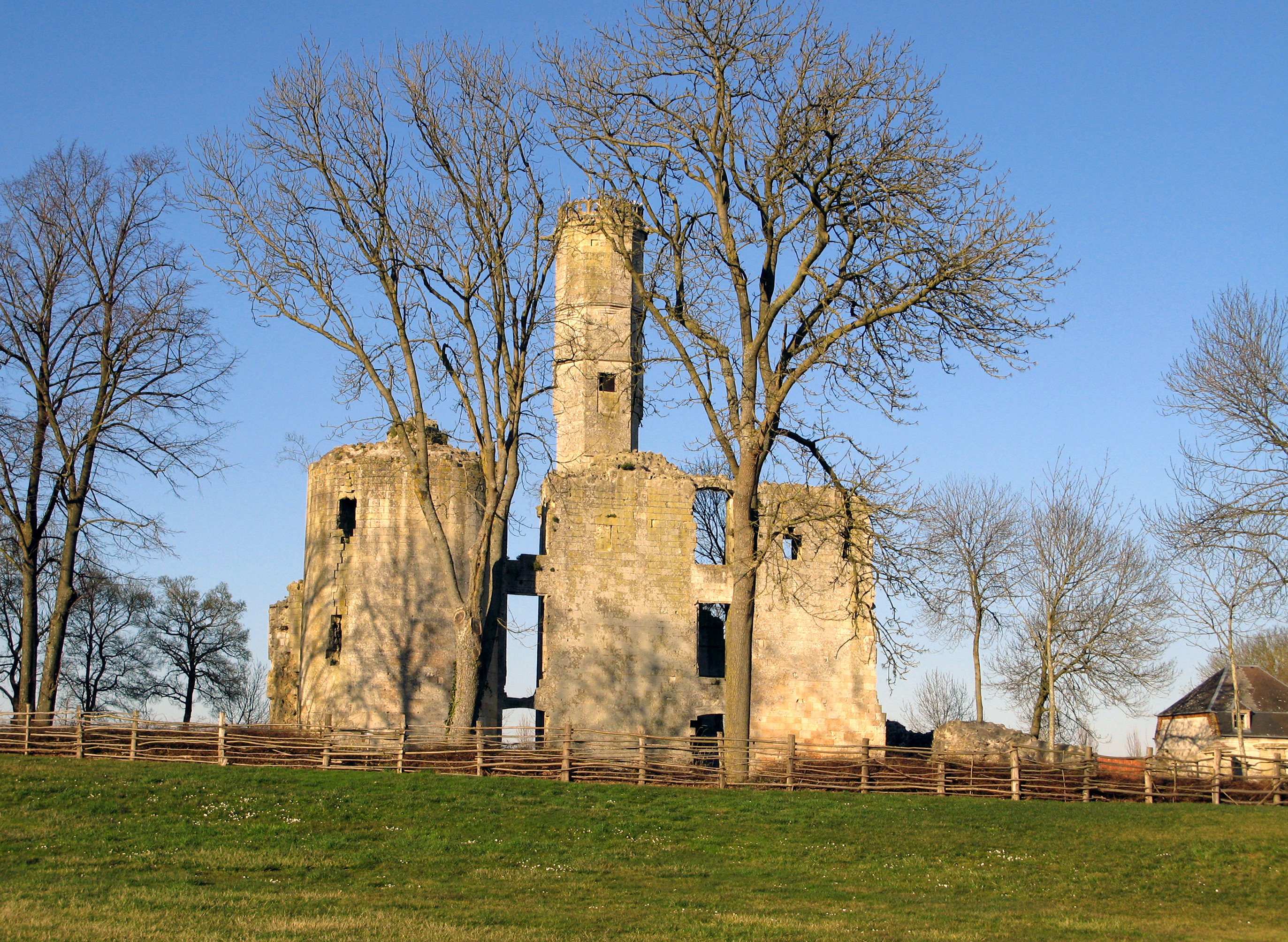
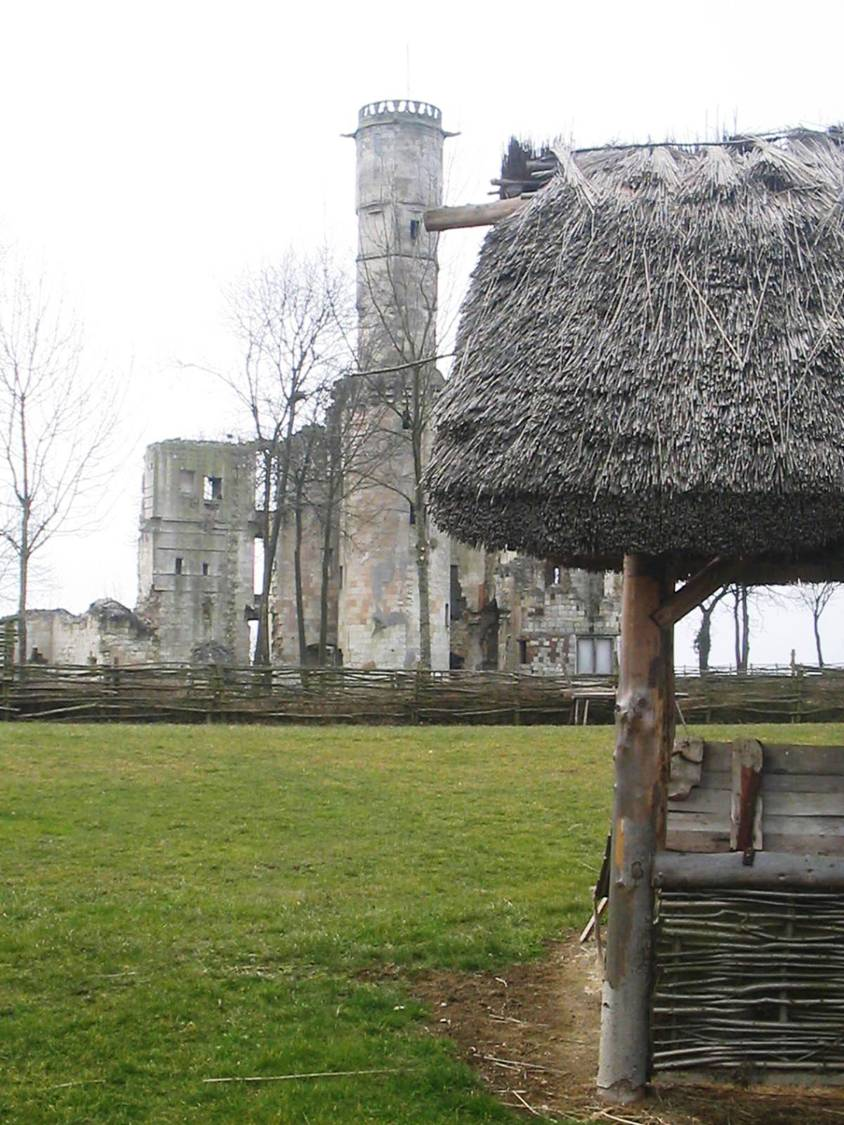
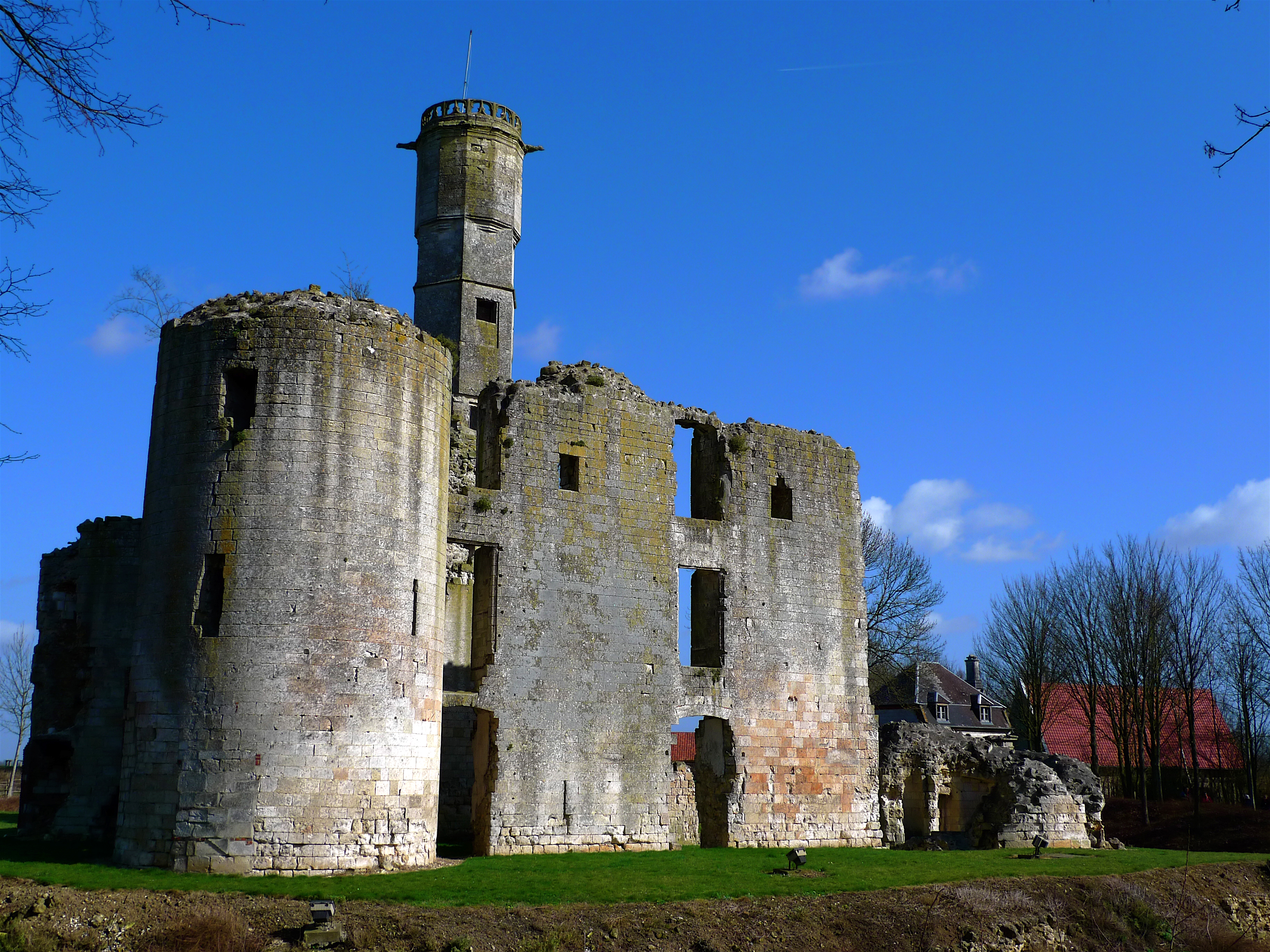
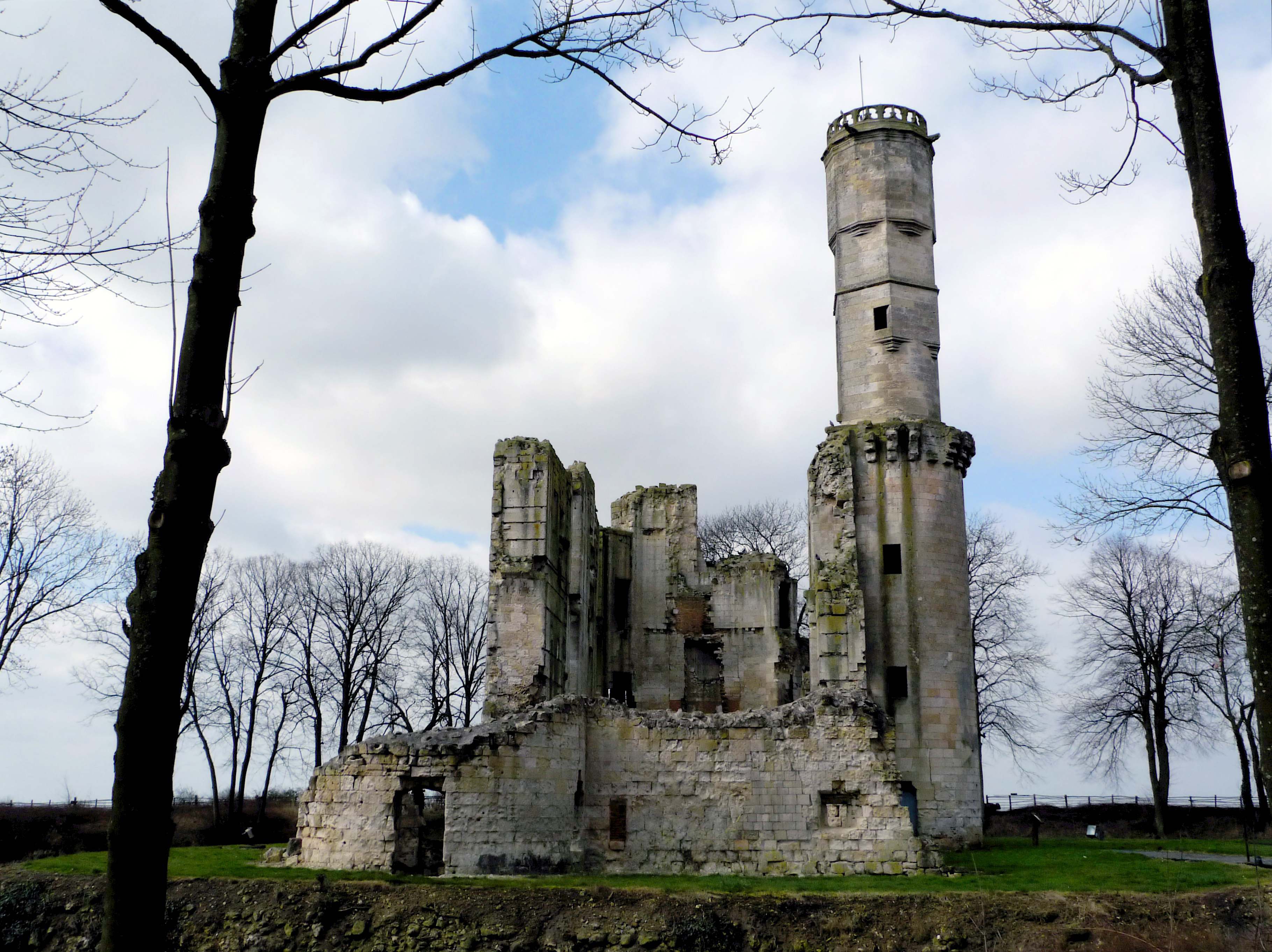
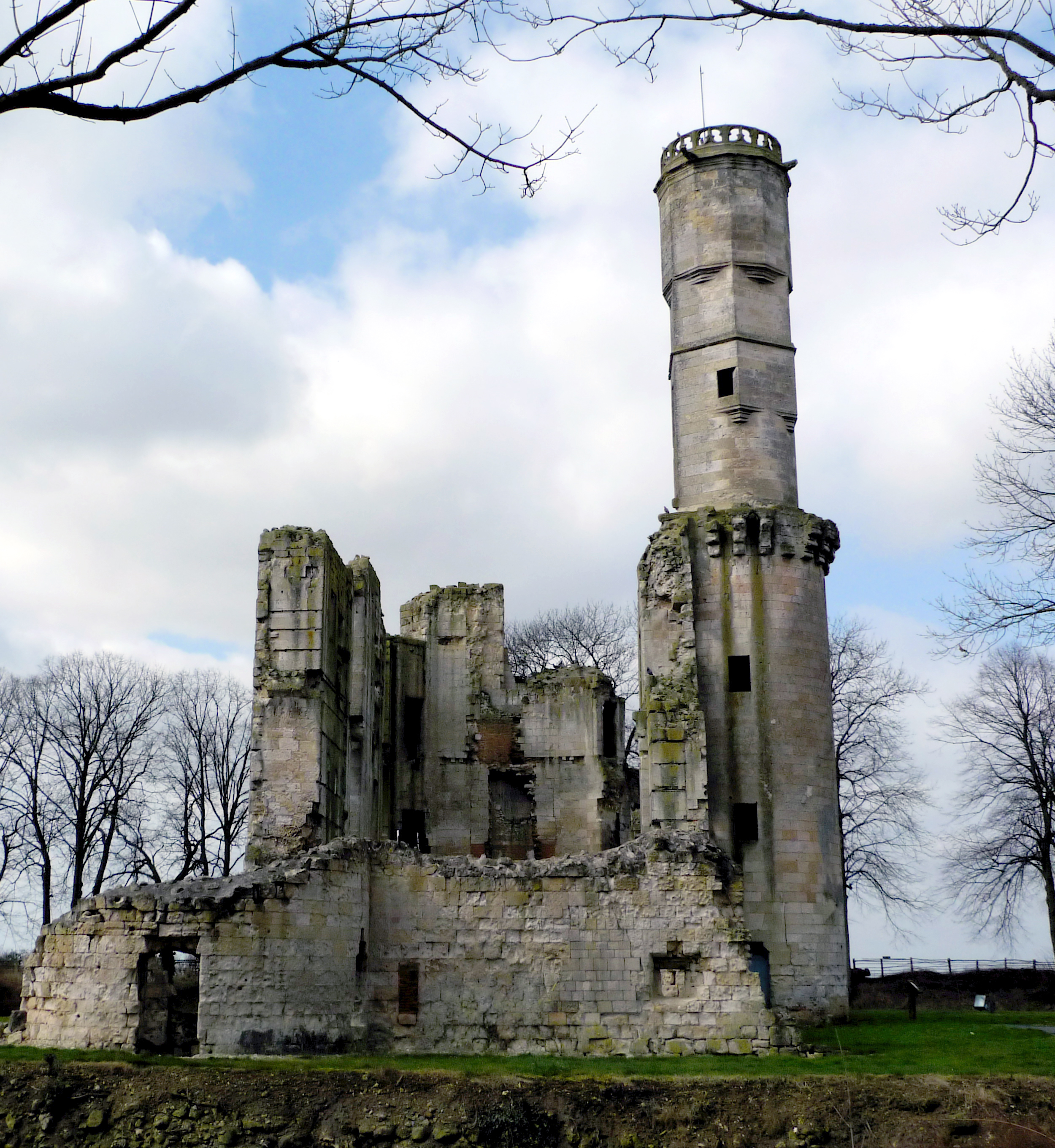
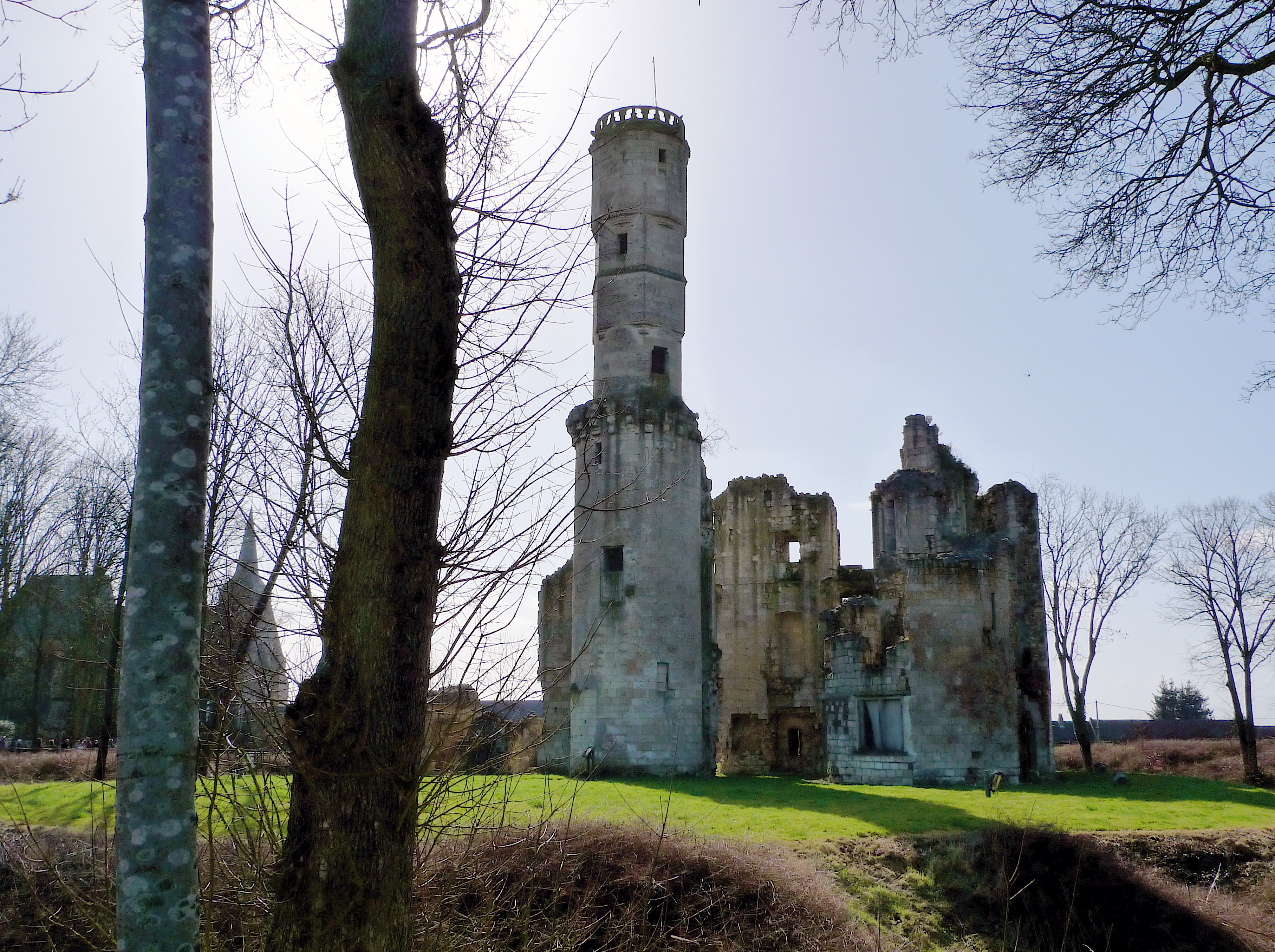

### Seigneuries de Noisy-le-Roi et Versailles
En 1568, Albert de Gondi, alors conseiller de la reine Catherine de Médicis, acquit la seigneurie de Noisy-le-Roi. En 1575, il acquit la seigneurie de Versailles, adjacente à celle de Noisy-le-Roi. À la lisière de la forêt près de Noisy-le-Roi, il fit construire un château, dont subsistent des restes (la Porte de Gondi). Ces terres de Gondi devinrent avec les années le lieu privilégié des parties de chasse de la famille royale. Une partie des terres fut vendues par l'héritier d'Albert de Gondi, l'archevêque de Paris Jean-François de Gondi, à Louis XIII, qui y construisit un pavillon de chasse en 1623. Le roi obtint plus tard la totalité de la seigneurie de Versailles des Gondi, et son fils Louis XIV transforma ce pavillon de chasse en ce qui sera le Château de Versailles.
En 1959, la ville de Noisy-le-Roi adopta pour armes un blason comportant les armoiries d'Albert de Gondi et celles de son épouse Claude Catherine de Clermont, tous deux seigneurs de Noisy.

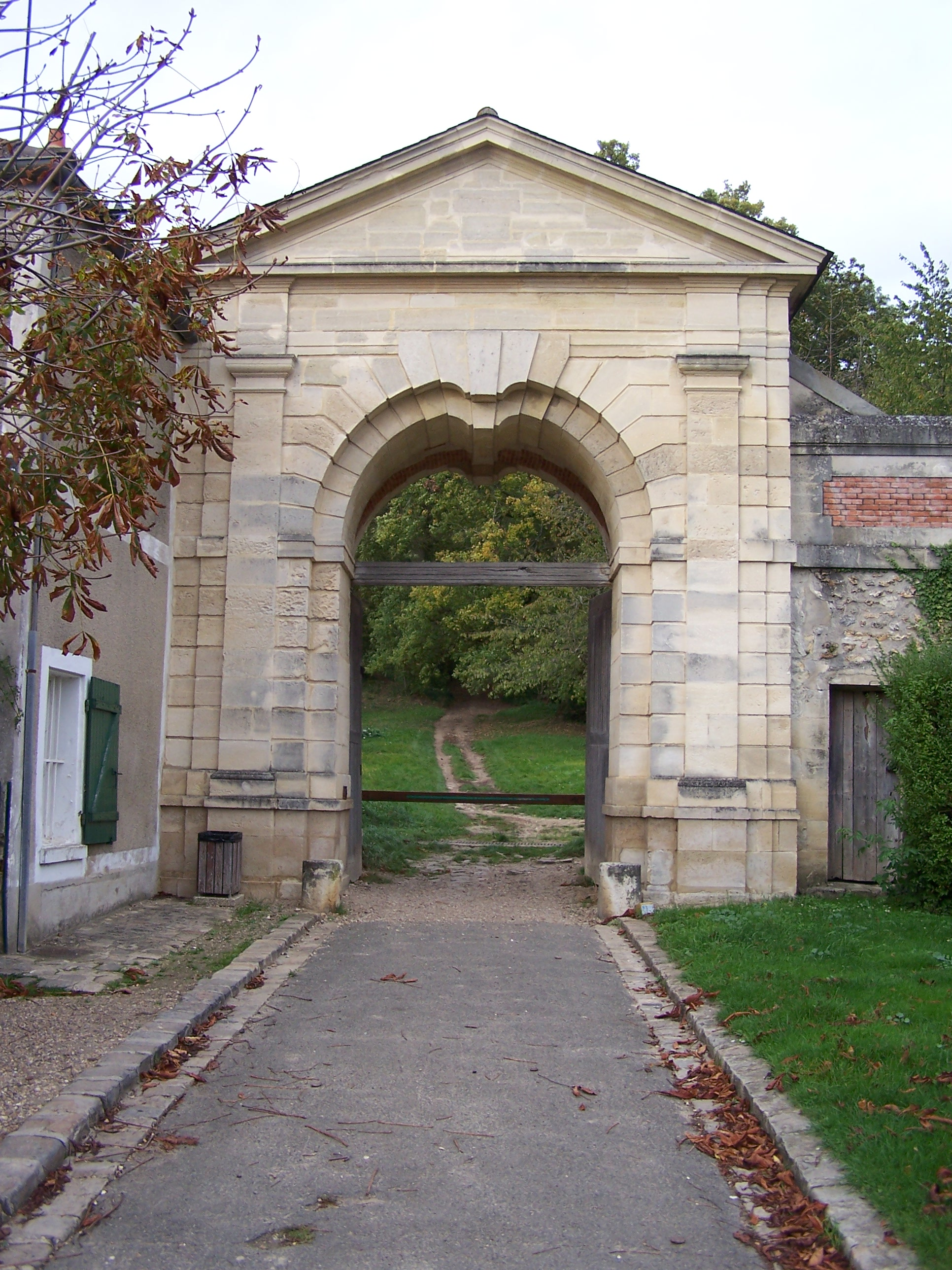
La Porte de Gondi, à Noisy-le-Roi. Ancienne porterie du château construit par Albert de Gondi, elle reste le dernier vestige des fastes d'antan de la ville.
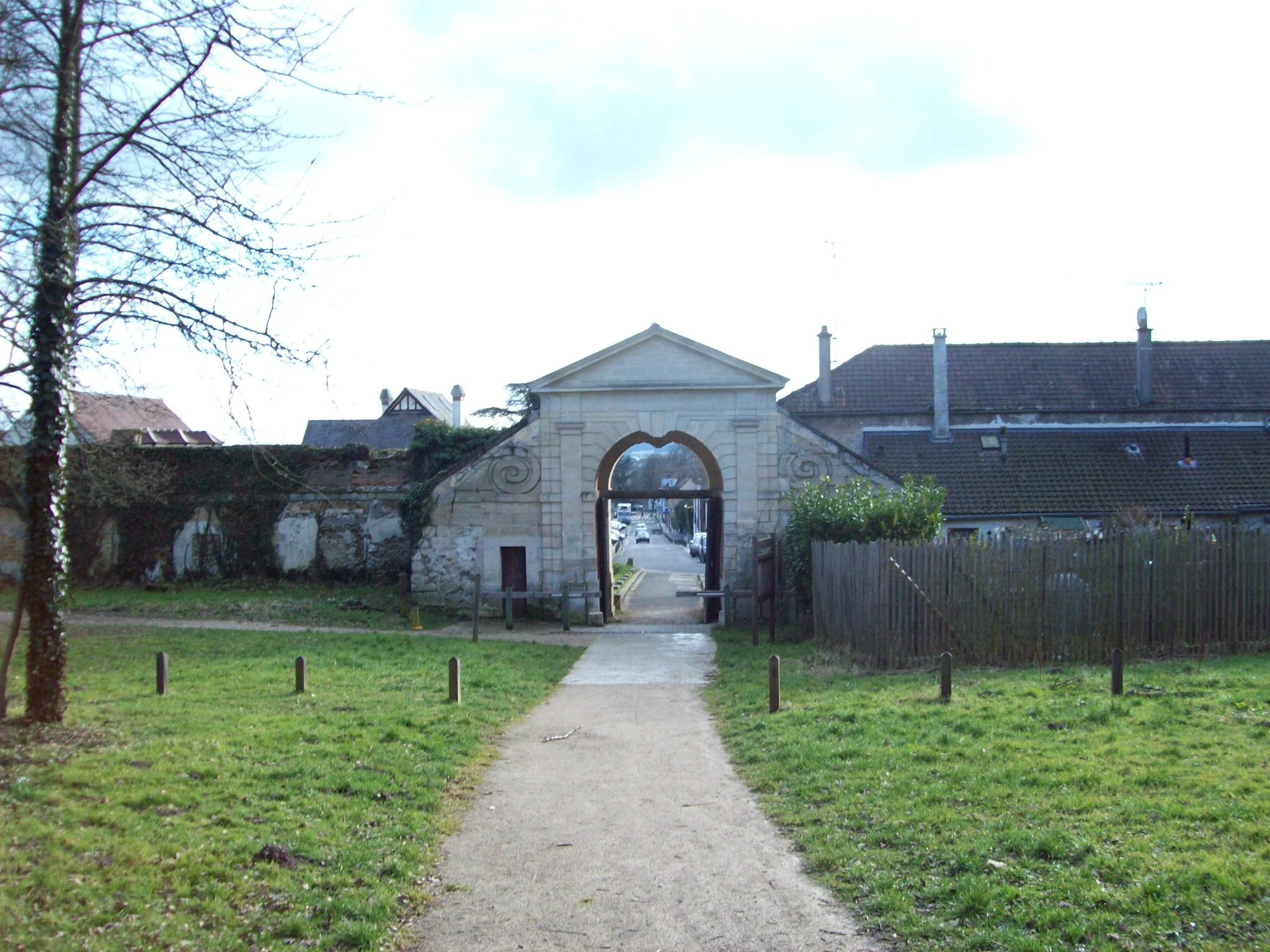
La Porte de Gondi de l'autre coté.
Armoiries de Noisy-le-Roi : Parti, au premier d'or aux deux masses d'armes de sable posées en sautoir et liées de gueules (qui est de Gondi), au deuxième de gueules aux deux clés d'argent posées en sautoir (qui est de Clermont-Tonnerre).

### Mémorial à Albert de Gondi
Un mémorial à Albert de Gondi se trouve dans la Chapelle de Notre-Dame des Sept Douleurs dans la cathédrale Notre-Dame de Paris.